# Líbano
Líbano (em árabe: لبنان; romaniz.: Lubnān; pronúncia em árabe libanês: [libɑ̃]; em francês: Liban; romaniz.: pronúncia em francês: [libɑ̃], em siríaco: ܠܒܢܢ; romaniz.: ), oficialmente República do Líbano (em árabe: اَلْجُمْهُورِيَّة اَللُّبْنَانِيَّة; romaniz.: Al-Jumhūrīyah Al-Loubnānīyah; lit. República Libanesa) é um país localizado na extremidade leste do mar Mediterrâneo, na Ásia Ocidental, numa região que faz ligação entre esse continente e a Europa. Faz fronteira com a Síria ao norte e a leste e com Israel ao sul e a oeste. No cruzamento da bacia do Mediterrâneo, o Líbano é uma das regiões de antigas civilizações, como fenícios, assírios, persas, gregos, romanos, bizantinos e turcos otomanos, sendo que sua rica história formou a identidade cultural única em diversidade étnica e religiosa do país.
Os primeiros indícios de civilização no Líbano remontam há mais de 7 000 anos de história registrada. O Líbano foi o local de origem dos fenícios, uma cultura marítima que floresceu durante quase 2 500 anos (3 000−539 a.C.). Após o colapso do Império Otomano após a Primeira Guerra Mundial, as cinco províncias que compõem o Líbano moderno ficaram sob mandato da França. O Líbano estabeleceu um sistema político único em 1942, conhecido como confessionalismo, um mecanismo de partilha de poder com base em comunidades religiosas. Foi criado quando os franceses expandiram as fronteiras do monte Líbano, que era maioritariamente habitado por católicos maronitas e drusos, para incluir mais muçulmanos. O país ganhou a independência em 1943, e as tropas francesas se retiraram em 1946.
Antes da Guerra Civil Libanesa (1975-1990), o país vivia um período de relativa calma e prosperidade, impulsionada pelo turismo, agricultura e serviços bancários. Por causa de seu poder financeiro e diversidade, o Líbano era conhecido em seu auge como o "Suíça do Oriente". O país atraiu um grande número de turistas, tal que a capital Beirute era referida como "Paris do Oriente Médio". No final da guerra, houve grandes esforços para reanimar a economia e reconstruir a infraestrutura do país.
Até julho de 2006, o Líbano desfrutou de uma estabilidade considerável, a reconstrução de Beirute estava praticamente concluída e um número crescente de turistas se hospedavam nos resorts do país. Em seguida, a guerra de 2006 entre Israel e o Hezbollah causou a morte de civis e significativos danos na infraestrutura civil do Líbano. O conflito durou de 12 de julho daquele ano até um cessar-fogo patrocinado pela ONU em 14 de agosto.
No dia 4 de agosto de 2020, Beirute foi fortemente abalada por duas fortes explosões que provocaram mais de 100 mortos e milhares de feridos. Na origem das explosões estiveram 2 750 toneladas de nitrato de amónio armazenadas num depósito do porto de Beirute.

## Etimologia
O nome Líbano origina-se do semítico lbn (لبن), que significa "branco", provavelmente uma referência à neve que cobre o monte Líbano.
Ocorrências do nome foram encontrados em diferentes textos da biblioteca de Ebla (que data do terceiro milênio a.C.), cerca de 70 vezes na Bíblia hebraica e em três das doze tábuas da Epopeia de Gilgamesh (escrito em 2100 a.C.). O nome é registrado no Antigo Egito como Rmnn.

## História

### Antiguidade

Mapa da Fenícia

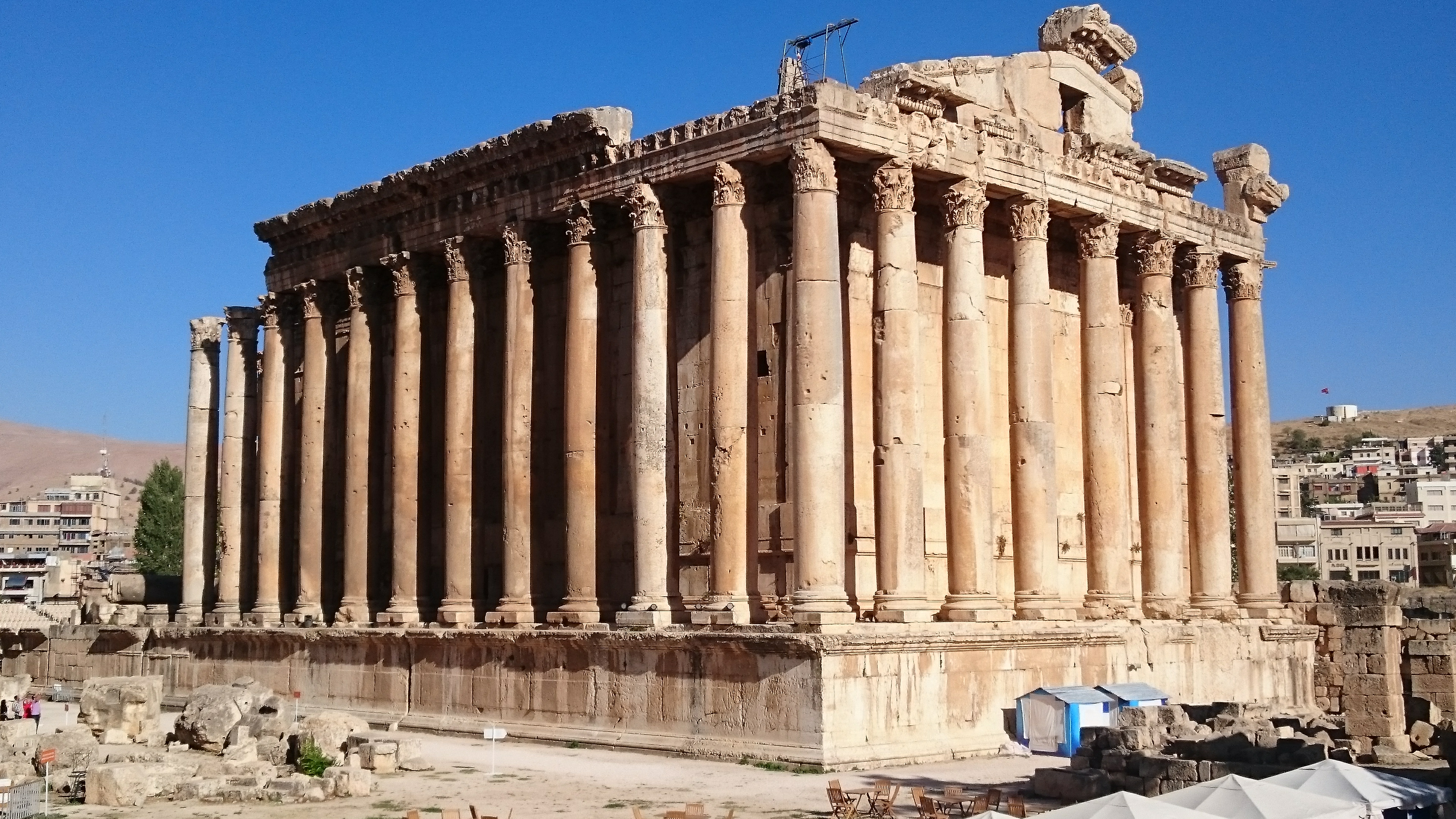
Templo de Baco, em Balbeque

Evidências que datam de um antigo assentamento no Líbano foram encontradas em Biblos, considerada uma das cidades continuamente habitadas mais antigas do mundo. A evidência data de antes de 5000 a.C. e os arqueólogos descobriram vestígios de cabanas pré-históricas com pisos de pedra calcária esmagados, armas primitivas e vasos funerários deixados pelas comunidades pesqueiras neolíticas e calcolíticas que viveram na costa do Mar Mediterrâneo há mais de 7 mil anos.
O Líbano fazia parte do norte de Canaã e, consequentemente, tornou-se a pátria dos descendentes dos cananeus, os fenícios, um povo marítimo que se espalhou pelo Mediterrâneo no primeiro milênio a.C.. As cidades fenícias mais proeminentes foram Biblos, Sidon e Tiro, enquanto suas colônias mais famosas foram Cartago, na atual Tunísia, e Cádiz, na atual Espanha. Os fenícios são creditados com a invenção do alfabeto mais antigo já registrado, que posteriormente inspirou o alfabeto grego e o latino posteriores. As cidades da Fenícia foram incorporadas ao Império Aquemênida por Ciro, o Grande, em 539 a.C.. As cidades-Estado fenícias foram posteriormente incorporadas ao império de Alexandre, o Grande, após o Cerco de Tiro em 332 a.C..
A região que agora é o Líbano, assim como o resto da Síria e grande parte da Anatólia, tornou-se um importante centro do cristianismo no Império Romano durante o início da difusão da fé. Durante o final do século IV e início do século V, um eremita chamado Maron estabeleceu uma tradição monástica focada na importância do monoteísmo e do ascetismo, perto da cordilheira mediterrânea conhecida como Monte Líbano. Os monges que seguiram Maron espalharam seus ensinamentos entre os libaneses da região. Esses cristãos ficaram conhecidos como maronitas e se mudaram para as montanhas para evitar a perseguição religiosa pelas autoridades romanas. Durante as frequentes guerras romano-persas que duraram muitos séculos, os persas sassânidas ocuparam o que hoje é o Líbano entre os anos 619 e 629.

### Domínio árabe, otomano e francês

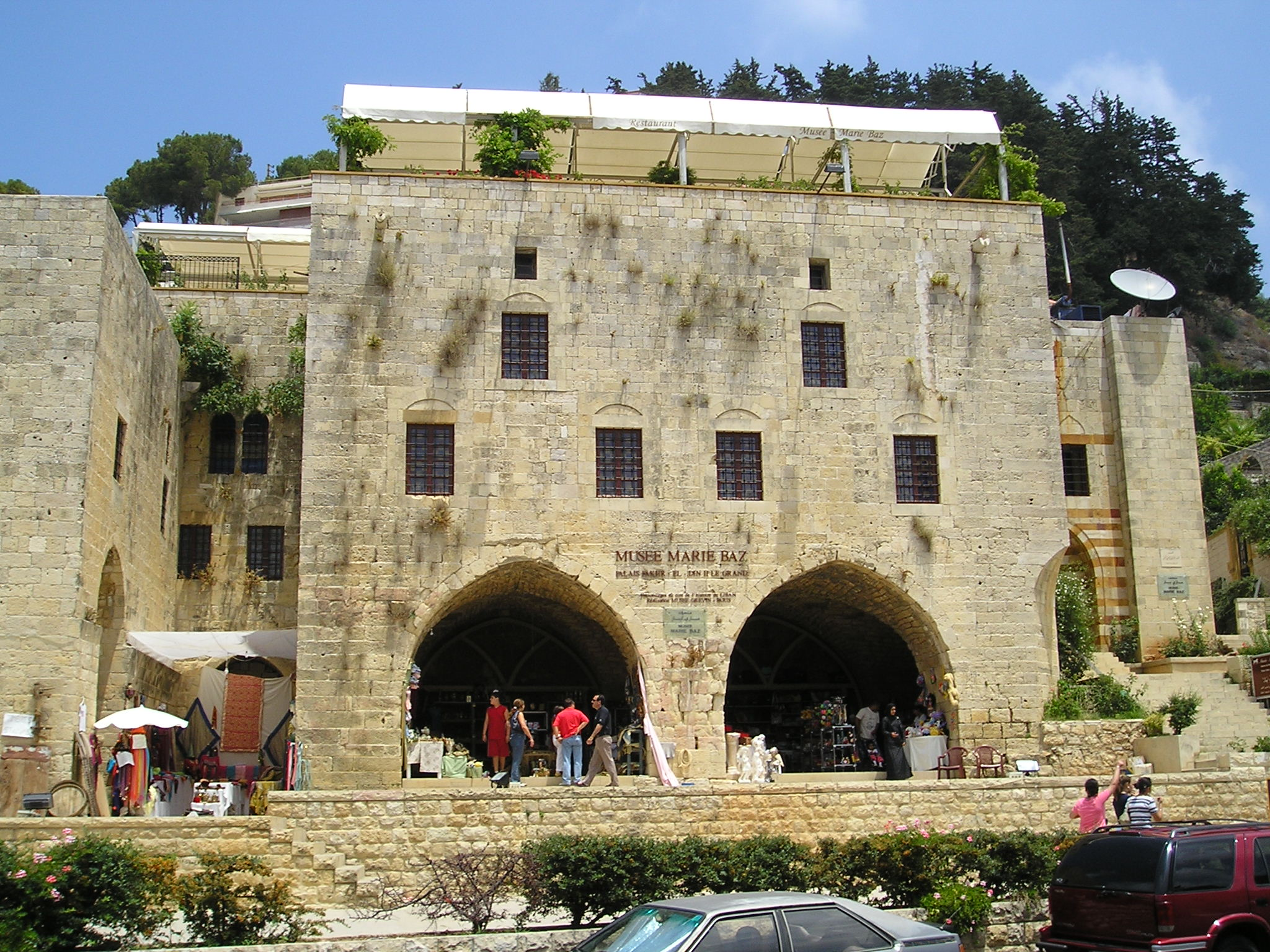
Palácio do governador otomano Fakhr-al-Din II, século XVII

Após a conquista muçulmana do Levante no século VII, o território do atual Líbano fez parte dos califados do Ortodoxo, Omíada, Abássida, Seljúcida e Fatímida. O Estado cruzado do Condado de Trípoli, fundado por Raimundo IV de Toulouse em 1102, abrangia a maior parte do atual Líbano, mas caiu ao controle para o Sultanato Mameluco em 1289 e finalmente para o Império Otomano em 1516.
Durante este período, o Líbano era dividido em várias províncias: Monte Líbano do Norte e do Sul, Trípoli, Balbeque e Vale de Beqaa e Jabal Amel. No Monte Líbano do Sul em 1590, Fakhr-al-Din II se tornou o sucessor de Korkmaz. Ele logo estabeleceu sua autoridade como príncipe supremo dos drusos na área de Shouf no Monte Líbano. Eventualmente, Fakhr-al-Din II foi nomeado sanjaco (governador) de várias subprovíncias otomanas, com responsabilidade pela arrecadação de impostos. Ele estendeu seu controle sobre uma parte substancial do Monte Líbano e sua área costeira, até mesmo construindo um forte no interior até Palmira. Esse exagero acabou sendo demais para o sultão otomano Murad IV, que enviou uma expedição punitiva para capturá-lo em 1633. Ele foi levado para Istambul, mantido na prisão por dois anos e executado junto com um de seus filhos em abril de 1635.
Membros sobreviventes da família de Fakhr al-Din governaram uma área reduzida sob controle otomano até o final do século XVII. Com a morte do último emir Maan, vários membros do clã Shihab governaram o Monte Líbano até 1830. Aproximadamente 10 mil cristãos foram mortos pelos drusos durante a violência intercomunitária em 1860. Pouco depois, o Emirado do Monte Líbano, que durou cerca de 400 anos, foi substituído pelo Mutasarrifado do Monte Líbano, como resultado de um tratado europeu-otomano denominado Règlement Organique. Os vales de Balbeque e Beqaa e Jabal Amel eram governados intermitentemente por várias famílias feudais xiitas, especialmente Al Ali Alsagheer em Jabal Amel, que permaneceram no poder até 1865, quando os otomanos tomaram o governo direto da região. Youssef Bey Karam, um nacionalista libanês desempenhou um papel influente na independência do Líbano durante este período. Cerca de 100 mil pessoas em Beirute e no Monte Líbano morreram de fome durante a Primeira Guerra Mundial.

Mapa do Mandato Francês da Síria e do Líbano em 1920

Em 1920, após o fim da Primeira Guerra Mundial, a área do Mutasarrifado, mais algumas áreas circunvizinhas que eram predominantemente xiitas e sunitas, tornaram-se parte do Estado do Grande Líbano sob o domínio do Mandato Francês da Síria e do Líbano. Na primeira metade de 1920, o território libanês foi reivindicado como parte do Reino Árabe da Síria, mas logo a Guerra Franco-Síria resultou na derrota árabe e na capitulação dos hachemitas. Em 1 de setembro de 1920, a França restabeleceu o Grande Líbano depois que o governo do Mutasarrifado removeu várias regiões pertencentes ao Principado do Líbano e as deu à Síria. O Líbano era um país amplamente cristão (principalmente território maronita com alguns enclaves ortodoxos gregos), mas também incluía áreas contendo muitos muçulmanos e drusos Em 1 de setembro de 1926, a França formou a República Libanesa. Uma constituição foi adotada em 25 de maio de 1926, estabelecendo uma república democrática com um sistema parlamentar de governo.

### Independência

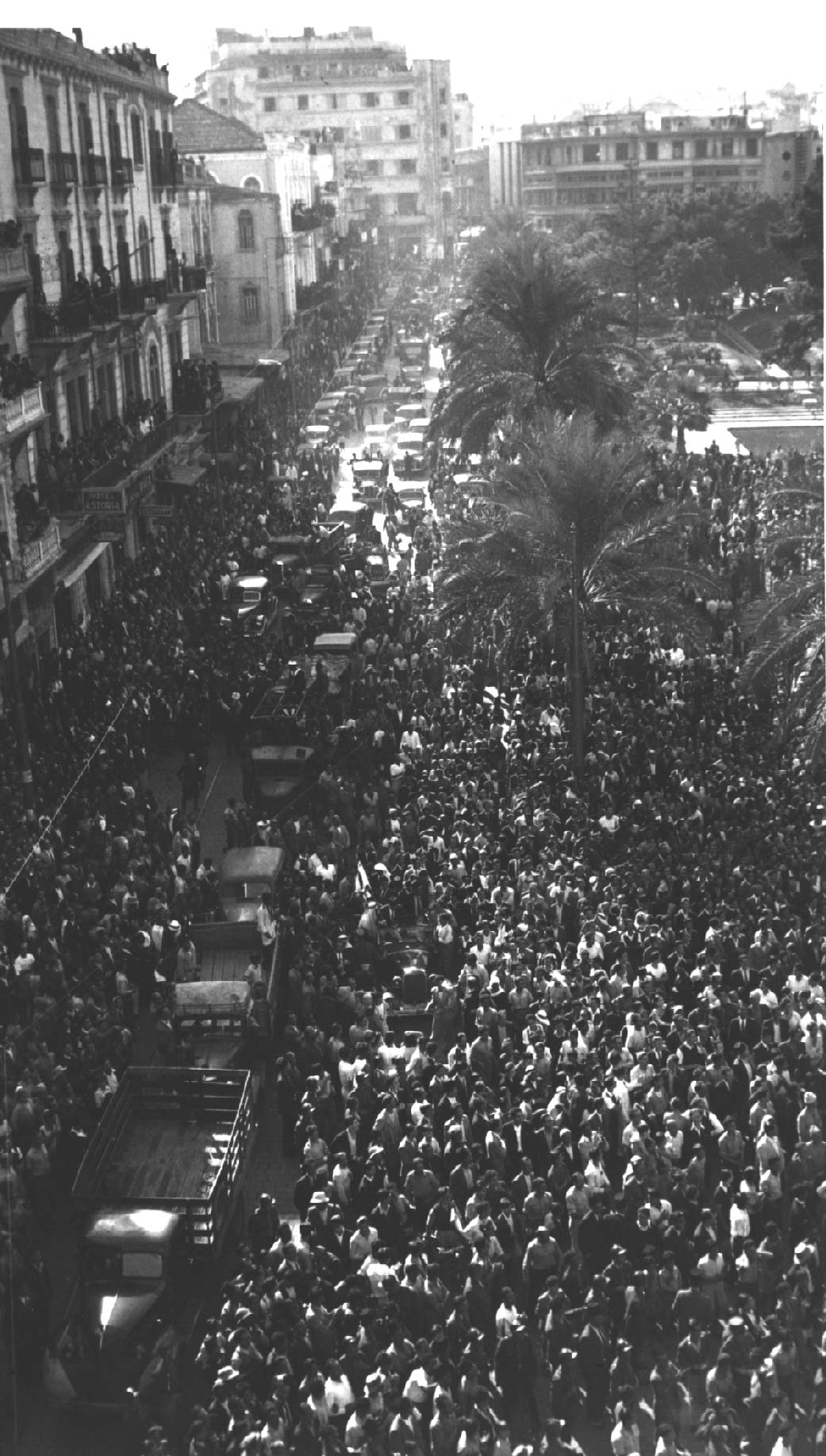
Praça dos Mártires em Beirute durante as celebrações que marcam a libertação pelos franceses do governo do Líbano da prisão de Rashayya em 22 de novembro de 1943

O Líbano ganhou um certo grau de independência enquanto a França era ocupada pela Alemanha Nazista durante a Segunda Guerra Mundial. O general Henri Dentz, alto-comissário da França de Vichy para a Síria e o Líbano, desempenhou um papel importante na independência da nação. As autoridades de Vichy em 1941 permitiram que a Alemanha movesse aeronaves e suprimentos através da Síria para o Iraque, onde foram usados contra as forças britânicas. O Reino Unido, temendo que a Alemanha nazista ganhasse o controle total do Líbano e da Síria pela pressão sobre o fraco governo de Vichy, enviou seu exército para a Síria e o Líbano.
Depois que a luta terminou no Líbano, o general Charles de Gaulle visitou a área. Sob pressão política de dentro e fora do Líbano, de Gaulle reconheceu a independência do país. Em 26 de novembro de 1941, o general Georges Catroux anunciou que o Líbano se tornaria independente sob a autoridade do governo da França Livre. As eleições foram realizadas em 1943 e em 8 de novembro de 1943 o novo governo libanês aboliu unilateralmente o mandato. Os franceses reagiram prendendo o novo governo. Diante da pressão internacional, os franceses libertaram os governantes em 22 de novembro de 1943. Os Aliados ocuparam a região até o final da guerra.
Após o fim da Segunda Guerra Mundial na Europa, pode-se dizer que o mandato francês foi encerrado sem qualquer ação formal por parte da Liga das Nações ou de sua sucessora, as Nações Unidas. O mandato francês foi encerrado, seguido por um processo de reconhecimento incondicional por outros poderes, culminando com a admissão formal do novo Estado nas Nações Unidas. O artigo 78 da Carta das Nações Unidas acabou com o status de tutela (mandatos) para qualquer Estado-membro: "O sistema de tutela não se aplicará aos territórios que se tornaram Membros das Nações Unidas, cuja relação será baseada no respeito ao princípio da igualdade soberana". Assim, quando a ONU passou a existir oficialmente em 24 de outubro de 1945, após a ratificação da Carta das Nações Unidas pelos cinco membros permanentes, já que a Síria e o Líbano eram Estados-membros fundadores, o mandato francês para ambos foi legalmente encerrado naquela data e total independência alcançada. As últimas tropas francesas retiraram-se em dezembro de 1946. O Pacto Nacional de 1943 exigia que seu presidente fosse cristão maronita, o presidente do parlamento fosse muçulmano xiita, o primeiro-ministro fosse muçulmano sunita e o vice-presidente do parlamento e o vice-primeiro-ministro fossem ortodoxos gregos.

### Guerra civil e ocupação síria

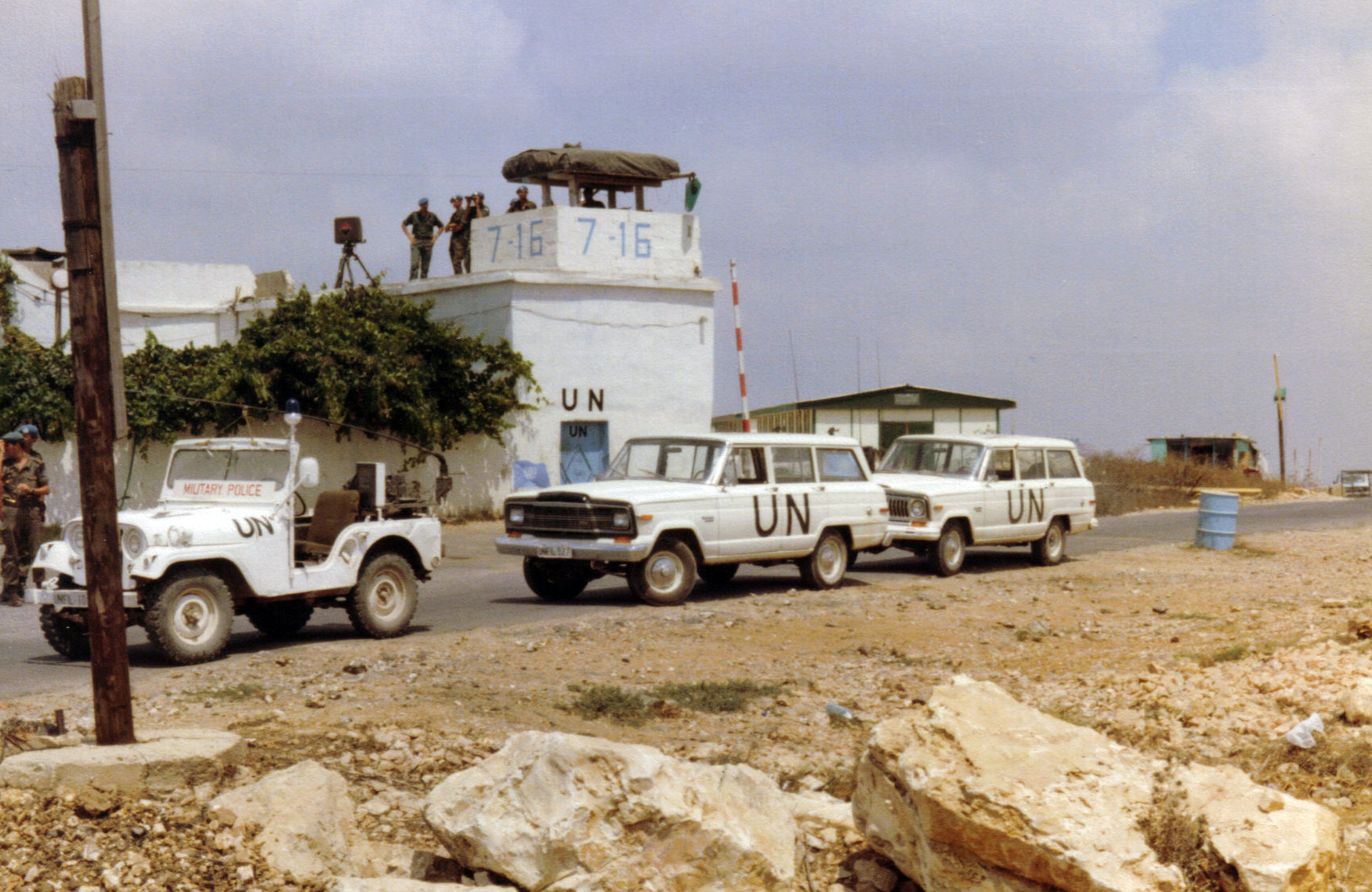
Base da UNIFIL, 1981

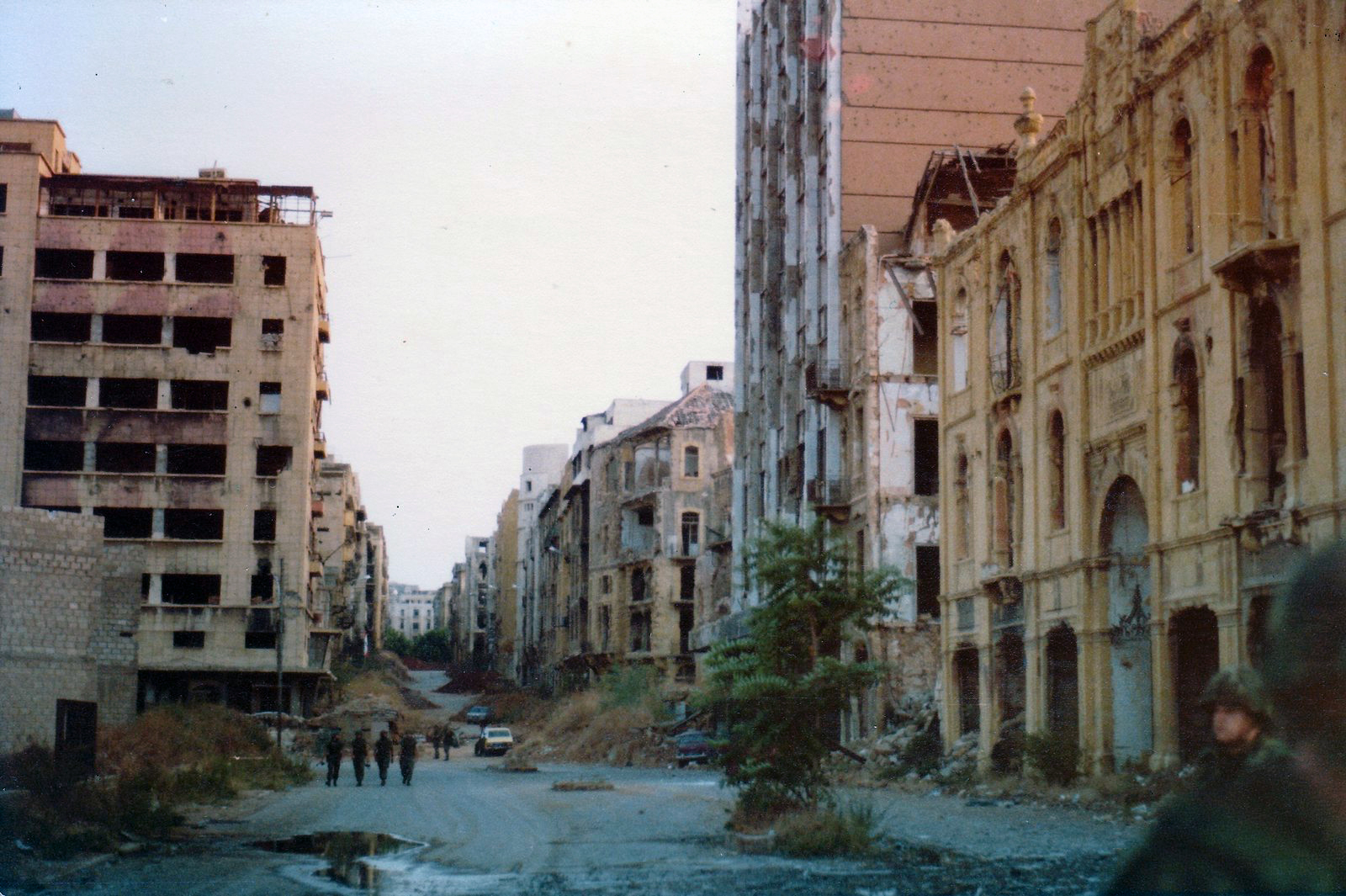
Beirute em 1982, durante a Guerra Civil Libanesa

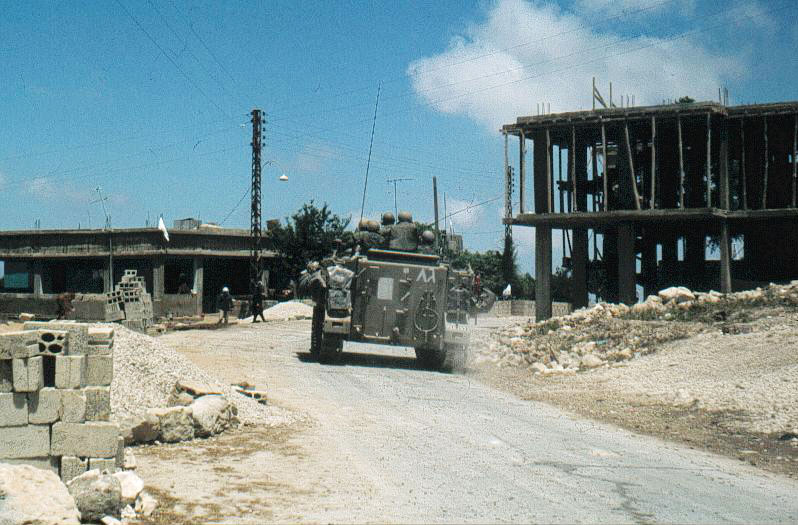
Tropas israelenses no sul do Líbano durante a Guerra de 1982

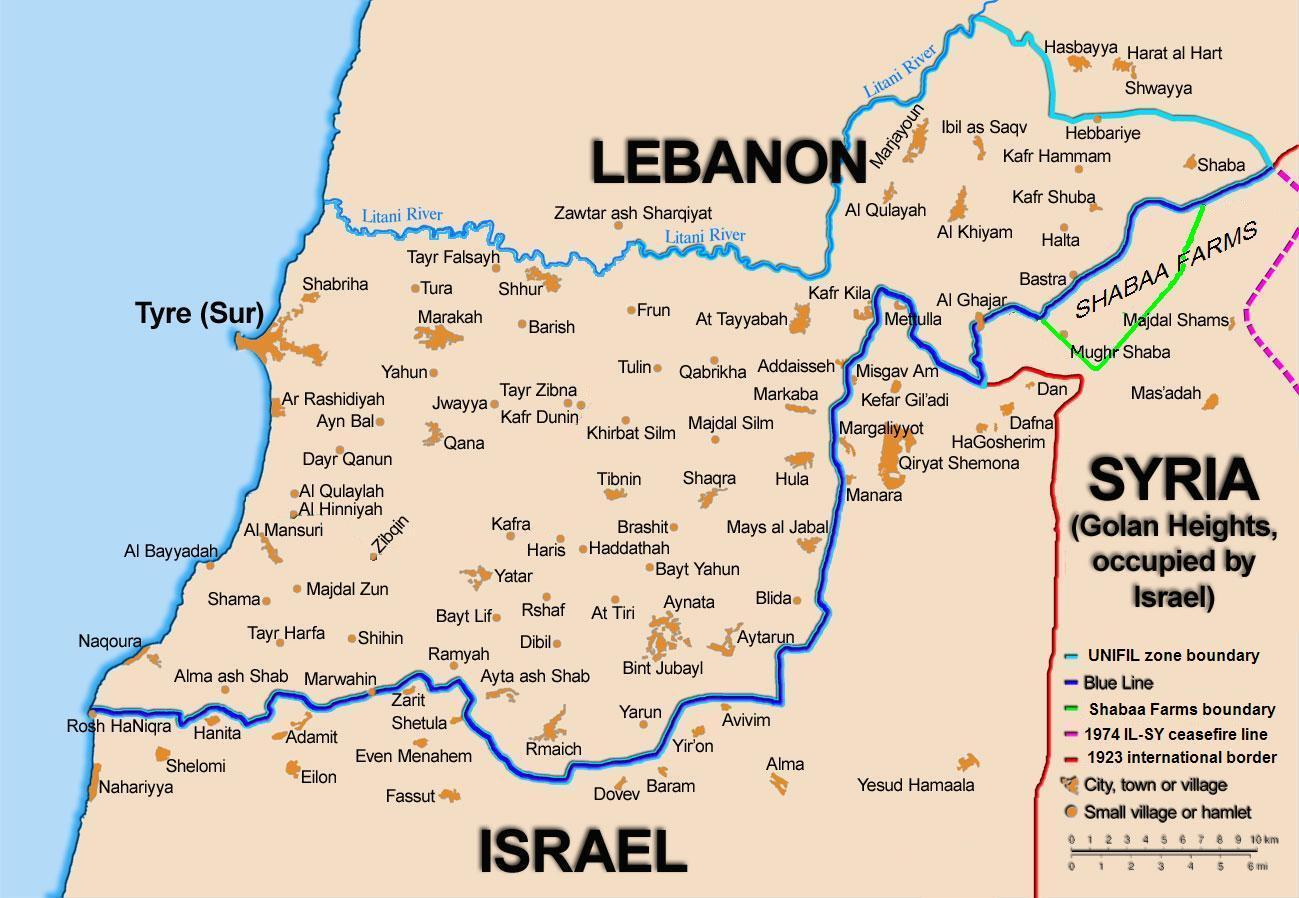
Mapa mostrando a linha de demarcação da Linha Azul entre o Líbano e Israel, estabelecida pela ONU após a retirada israelense do sul do Líbano em 1978

Em 1975, após o aumento das tensões sectárias, em grande parte impulsionadas pela realocação de militantes palestinos no sul do Líbano, uma guerra civil em grande escala eclodiu e opôs uma coalizão de grupos cristãos contra as forças conjuntas da Organização para a Libertação da Palestina (OLP), drusos de esquerda e milícias muçulmanas. Em junho de 1976, o presidente libanês Elias Sarkis pediu que o Exército da Síria interviesse ao lado dos cristãos e ajudasse a restaurar a paz. Em outubro de 1976, a Liga Árabe concordou em estabelecer uma Força Árabe de Dissuasão predominantemente síria, que foi encarregada de restaurar a calma.
Os ataques da OLP a partir do Líbano e contra Israel em 1977 e 1978 aumentaram as tensões entre os dois países. Em 11 de março de 1978, onze combatentes do Fatah chegaram a uma praia no norte de Israel e sequestraram dois ônibus cheios de passageiros na estrada Haifa e Tel-Aviv, atirando em veículos que passavam, no que ficou conhecido como o Massacre da Estrada Costeira. Eles mataram 37 pessoas e feriram outros 76 israelenses antes de serem mortos em um tiroteio com as forças de segurança israelenses. Quatro dias após o ataque, Israel invadiu o Líbano na Operação Litani. O Exército de Israel ocupou a maior parte da área ao sul do rio Litani. O Conselho de Segurança da ONU aprovou a Resolução 425 pedindo a retirada israelense imediata e criando a Força Interina das Nações Unidas no Líbano (UNIFIL), para tentar estabelecer a paz.
As forças israelenses retiraram-se mais tarde, em 1978, mas mantiveram o controle da região sul, gerenciando uma zona de segurança de 19 quilômetros de largura ao longo da fronteira. Essas posições eram ocupadas pelo Exército do Sul do Líbano (SLA), uma milícia cristã sob a liderança do major Saad Haddad, que era apoiada por Israel. O primeiro-ministro israelense, Menachem Begin do Likud, comparou a situação da minoria cristã no sul do Líbano (então cerca de 5% da população no território do SLA) com a dos judeus europeus durante a Segunda Guerra Mundial. A OLP rotineiramente atacou Israel durante o período do cessar-fogo, com mais de 270 ataques documentados. Pessoas na Galileia regularmente tiveram que deixar suas casas durante esses bombardeios. Documentos capturados na sede da OLP após a invasão mostraram que eles tinham vindo do Líbano. Arafat se recusou a condenar esses ataques, alegando que o cessar-fogo era relevante apenas para o Líbano.
Em abril de 1980, a presença de soldados da UNIFIL na zona tampão levou ao incidente de At Tiri. Em 17 de julho de 1981, uma aeronave israelense bombardeou prédios de apartamentos de vários andares em Beirute que continham escritórios de grupos associados da OLP. O delegado libanês ao Conselho de Segurança da ONU afirmou que 300 civis foram mortos e 800 feridos. O bombardeio levou à condenação mundial e a um embargo temporário à exportação de aeronaves dos Estados Unidos para Israel. Em agosto de 1981, o ministro da defesa Ariel Sharon começou a traçar planos para atacar a infraestrutura militar da OLP em Beirute Ocidental, onde o quartel-general e os bunkers de comando da OLP estavam localizados.
Em 1982, os ataques da OLP do Líbano a Israel levaram a uma invasão israelense, com o objetivo de apoiar as forças libanesas na expulsão da OLP. Uma força multinacional de contingentes estadunidenses, franceses e italianos (acompanhados em 1983 por um contingente britânico) foi implantada em Beirute após o cerco israelense à cidade para supervisionar a evacuação da OLP. A guerra civil ressurgiu em setembro de 1982, após o assassinato do presidente libanês Bashir Gemayel, um aliado israelense, e os combates subsequentes. Durante este período, uma série de massacres sectários ocorreram, como em Sabra e Chatila, e em vários campos de refugiados. A força multinacional foi retirada na primavera de 1984, após um ataque devastador durante o ano anterior.

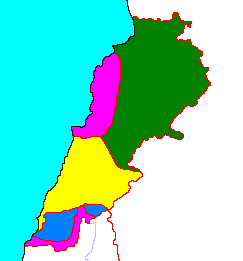
Mapa mostrando equilíbrio de poder no Líbano, 1983: controlado pela Síria (verde), controlado por grupos cristãos (roxo), controlado por Israel (amarelo), controlado pela ONU (azul)

Em setembro de 1988, o parlamento libanês falhou em eleger um sucessor para o presidente Gemayel como resultado de diferenças entre cristãos, muçulmanos e sírios. A cúpula da Liga Árabe de maio de 1989 levou à formação de um comitê saudita-marroquino-argelino para resolver a crise. Em 16 de setembro de 1989, o comitê emitiu um plano de paz que foi aceito por todos. Um cessar-fogo foi estabelecido, os portos e aeroportos foram reabertos e os refugiados começaram a retornar.
No mesmo mês, o parlamento libanês concordou com o Acordo de Taif, que incluía um cronograma para a retirada das forças militares da Síria do território do Líbano e uma fórmula para a desconfiguração do sistema político libanês. A guerra civil terminou no final de 1990 após dezesseis anos; causou perdas massivas de vidas humanas e propriedades e devastou a economia do país. Estima-se que 150 mil pessoas foram mortas e outras 200 mil foram feridas. Quase um milhão de civis foram desalojados pela guerra e alguns nunca mais voltaram. Partes do Líbano foram deixadas em ruínas. O Acordo de Taif ainda não foi totalmente implementado e o sistema político do Líbano continua dividido em linhas sectárias.
O conflito entre Israel e a resistência libanesa (principalmente Hezbollah, Movimento Amal e Partido Comunista Libanês) continuou levando a uma série de eventos violentos, incluindo o massacre de Qana, e grandes perdas. Em 2000, as forças israelenses se retiraram do Líbano. Estima-se que mais de 17 mil civis foram mortos e mais de 30 mil ficaram feridos. Desde então, o 25 de maio é considerado pelos libaneses como o Dia da Libertação.

### Retirada das tropas sírias

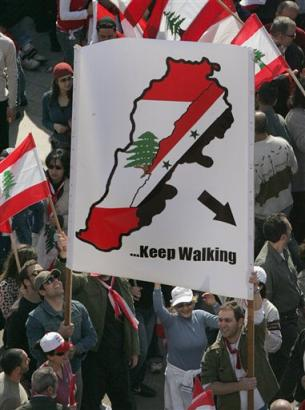
Protesto contra a presença de tropas sírias em território libanês

Após a retirada israelense em 2000, surgiram pressões para a retirada das tropas sírias do país. O ditador sírio, Bashar al-Assad, filho e sucessor de Hafez al-Assad, que entrou no poder em 2001, iniciou a retirada de alguns contingentes sírios no mesmo ano, reduzindo o número de efetivos de 30 mil para 15 mil soldados. Com a nova administração de George W. Bush, iniciada em 2001, e seu projeto neoconservador, os americanos deixaram de apoiar a presença síria no Líbano. Depois das resoluções da ONU que se imiscuíram na política interna do Líbano e o assassinato do ex-primeiro-ministro Rafic Hariri, em 14 de fevereiro de 2005, um fervor nacional percorreu o Líbano, com milhares de pessoas nas ruas exigindo a total retirada das tropas sírias, o que ocorreria a 27 de abril de 2005. Este movimento patriótico ficou conhecido por Revolução dos Cedros e teve a colaboração mais ou menos ativa de todas as confissões religiosas.
No verão de 2006 e depois da captura de dois soldados israelitas pelo Hezbollah, Israel bombardeia todo o país, destruindo a sua infraestrutura, e causando milhares de vítimas, partido depois para uma invasão terrestre, condenada a nível internacional. Esta última invasão israelita deixou sequelas na frágil coligação governamental, com os ministros ligados ao Hezbollah a abandonar o governo de unidade nacional presidido pela coligação pró-ocidental "14 de março".
Durante o ano de 2007 assistiu-se a um deteriorar das relações entre ambos os blocos que se traduziu na impossibilidade da eleição de um novo Presidente da República após o fim do poder do Presidente pró-sírio Émil Lahoud a 22 de novembro de 2007. A tensão entre o movimento pró-sírio e o movimento pró-ocidental culminou na investida do Hezbollah contra o partido do primeiro-ministro Fouad Siniora e seus aliados, que implicou uma invasão armada da cidade de Beirute em maio de 2007. Após uma ronda de conversações de paz no Qatar, as partes acordaram na formação de um novo comando e um novo presidente, o general Michel Suleiman.

### Instabilidade pós-guerra civil

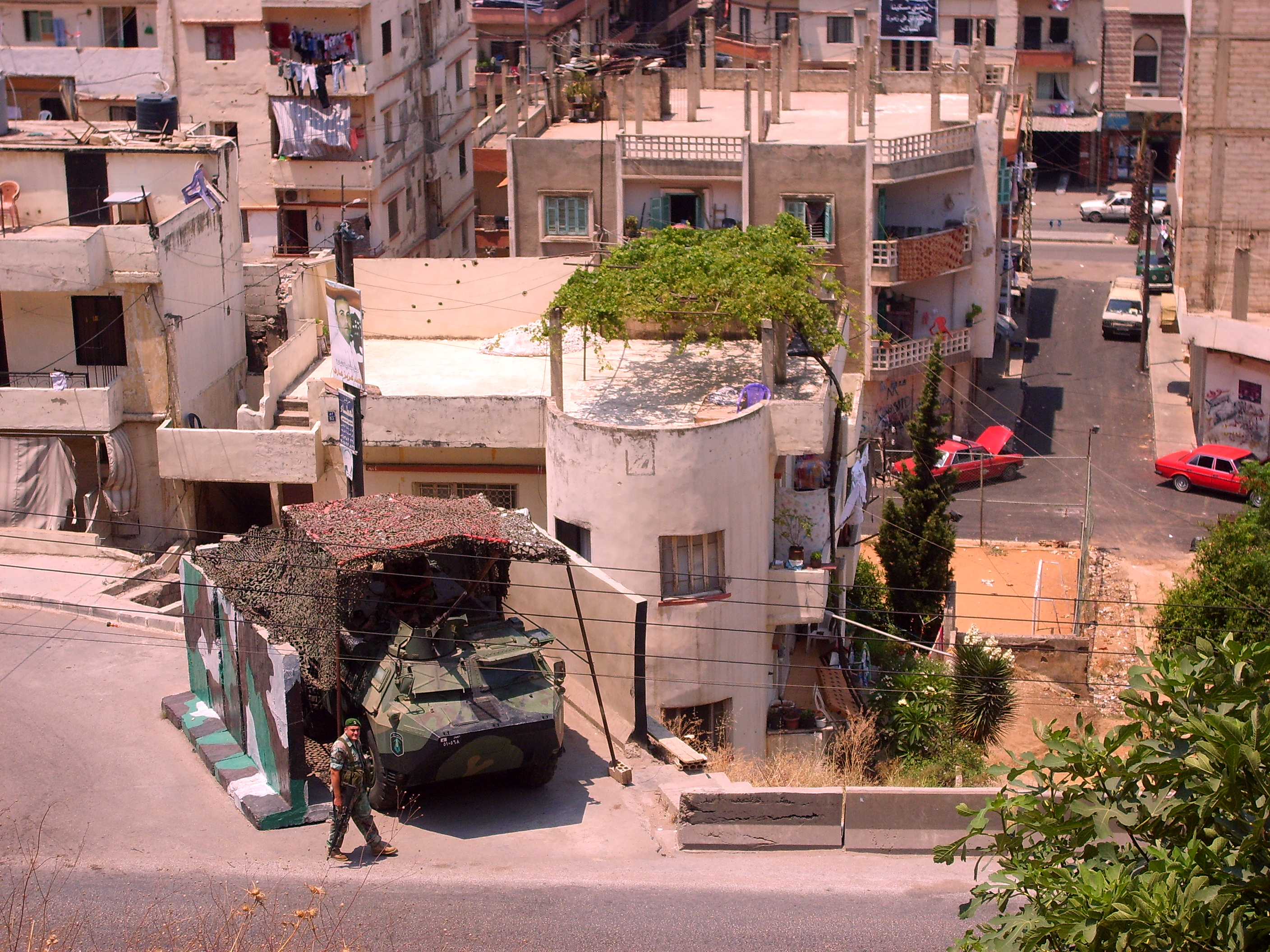
Soldados do 4º Regimento de Intervenção do Exército Libanês nas ruas de Trípoli em 2011

Em 2007, o campo de refugiados de Nahr al-Bared se tornou o centro de um novo conflito entre o exército libanês e o Fatah al-Islam. Pelo menos 169 soldados, 287 insurgentes e 47 civis foram mortos na batalha. Os fundos para a reconstrução da área demoraram a se materializar.
Entre 2006 e 2008, uma série de protestos liderados por grupos opostos ao primeiro-ministro pró-ocidente Fouad Siniora exigiram a criação de um governo de unidade nacional, sobre o qual a maioria dos grupos de oposição xiitas teriam poder de veto. Quando o mandato presidencial de Émile Lahoud terminou em outubro de 2007, a oposição se recusou a votar em um sucessor a menos que um acordo de divisão de poder fosse alcançado, deixando o Líbano sem um presidente. Em 9 de maio de 2008, as forças do Hezbollah e Movimento Amal, desencadeadas por uma declaração do governo de que a rede de comunicações do Hezbollah era ilegal, tomaram o oeste de Beirute, levando ao conflito de 2008. O governo libanês denunciou a violência como uma tentativa de golpe. Pelo menos 62 pessoas morreram nos confrontos resultantes entre milícias pró-governo e da oposição. Em 21 de maio de 2008, a assinatura do Acordo de Doha encerrou a luta armada. Como parte do acordo, que encerrou 18 meses de paralisia política, Michel Suleiman tornou-se presidente e um governo de unidade nacional foi estabelecido, garantindo o veto à oposição. O acordo foi uma vitória para as forças da oposição, pois o governo cedeu a todas as suas principais reivindicações.

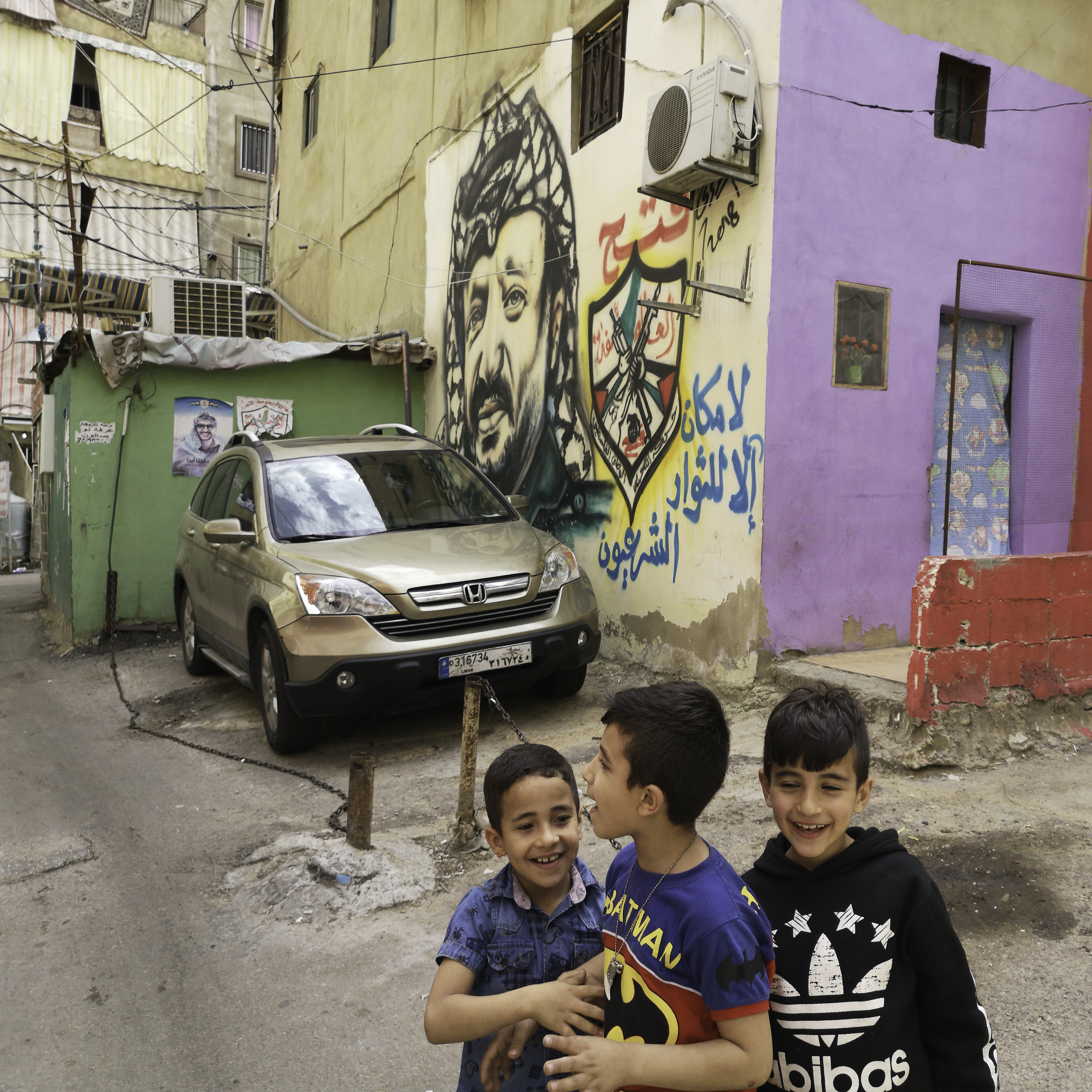
Mais de 20 mil refugiados sírios e palestinos vivem no campo de refugiados de Chatila, nos arredores de Beirute.

No início de janeiro de 2011, o governo de unidade nacional entrou em colapso devido às crescentes tensões decorrentes do Tribunal Especial para o Líbano, que deveria indiciar membros do Hezbollah pelo assassinato de Rafik Hariri. O parlamento elegeu Najib Mikati, o candidato da Aliança de 8 de Março liderada pelo Hezbollah, primeiro-ministro do Líbano, tornando-o responsável pela formação de um novo governo. O líder do Hezbollah, Hassan Nasrallah, insiste que Israel foi responsável pelo assassinato de Hariri. Um relatório vazado pelo jornal Al-Akhbar em novembro de 2010 afirmou que o Hezbollah esboçou planos para uma aquisição do país no caso do Tribunal Especial para o Líbano emitir uma acusação contra seus membros.
Em 2012, a Guerra Civil Síria ameaçou se espalhar no Líbano, causando mais incidentes de violência sectária e confrontos armados entre sunitas e alauitas em Trípoli. De acordo com o ACNUR, o número de refugiados sírios no Líbano aumentou de cerca de 250 mil no início de 2013 para 1 milhão no final de 2014. Em 2013, os partidos Forças Libanesas, Falanges Libanesas e Movimento Patriótico Livre expressaram preocupações de que o sistema político sectário do país esteja sendo minado pelo influxo de refugiados sírios. Em 6 de maio de 2015, o ACNUR suspendeu o registro de refugiados sírios a pedido do governo libanês. Em fevereiro de 2016, o governo libanês assinou o Pacto do Líbano, concedendo um mínimo de 400 milhões de euros de apoio para refugiados e cidadãos libaneses vulneráveis. Em outubro de 2016, o governo estima que o país hospede 1,5 milhão de sírios.

### Crise de 2019–2021

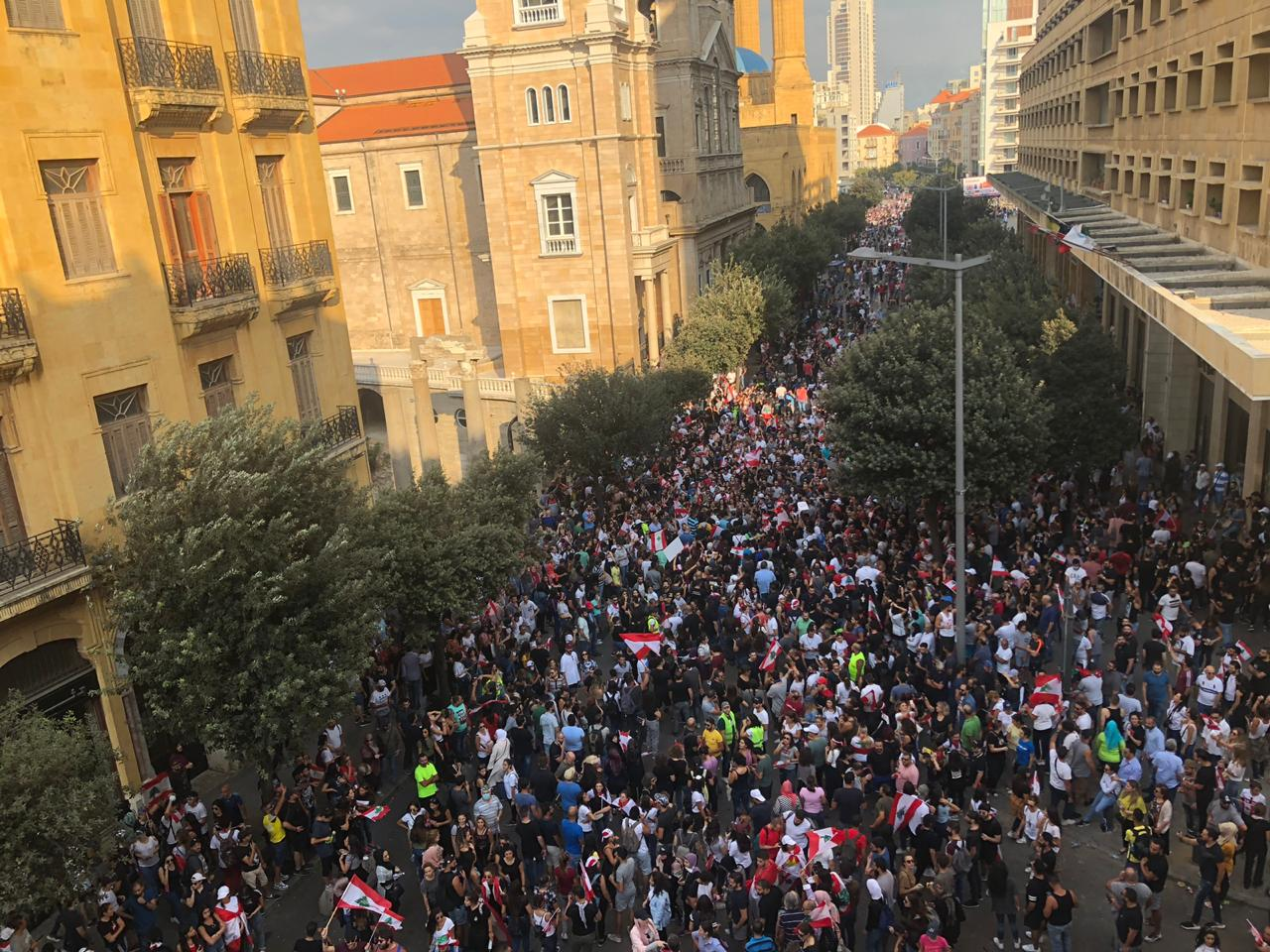
Ruas de Beirute durante os protestos no Líbano em 2019

Em 17 de outubro de 2019, a primeira de uma série de manifestações civis em massa eclodiu; elas foram inicialmente desencadeadas por impostos planejados sobre gasolina, tabaco e ligações online, como através do WhatsApp, mas rapidamente se expandiu para uma condenação do governo sectário em todo o país uma economia estagnada e em crise, desemprego, corrupção endêmica no setor público, legislação (como o sigilo bancário) que vista como criada para proteger a classe dominante, e falhas do governo em fornecer serviços básicos como eletricidade, água e saneamento.
Como resultado dos protestos, o Líbano entrou em uma crise política, com o primeiro-ministro Saad Hariri apresentando sua renúncia e ecoando as demandas dos manifestantes por um governo de especialistas independentes. Outros políticos visados pelos protestos permaneceram no poder. Em 19 de dezembro de 2019, o ex-ministro da Educação Hassan Diab foi designado o próximo primeiro-ministro e encarregado de formar um novo gabinete. No entanto, os protestos e atos de desobediência civil continuaram, com manifestantes denunciando e condenando a designação de Diab como primeiro-ministro. O Líbano está sofrendo a pior crise econômica em décadas. O Líbano é o primeiro país do Oriente Médio e do Norte da África a ver sua taxa de inflação ultrapassar 50% por 30 dias consecutivos, de acordo com Steve H. Hanke, professor de economia aplicada na Universidade Johns Hopkins.

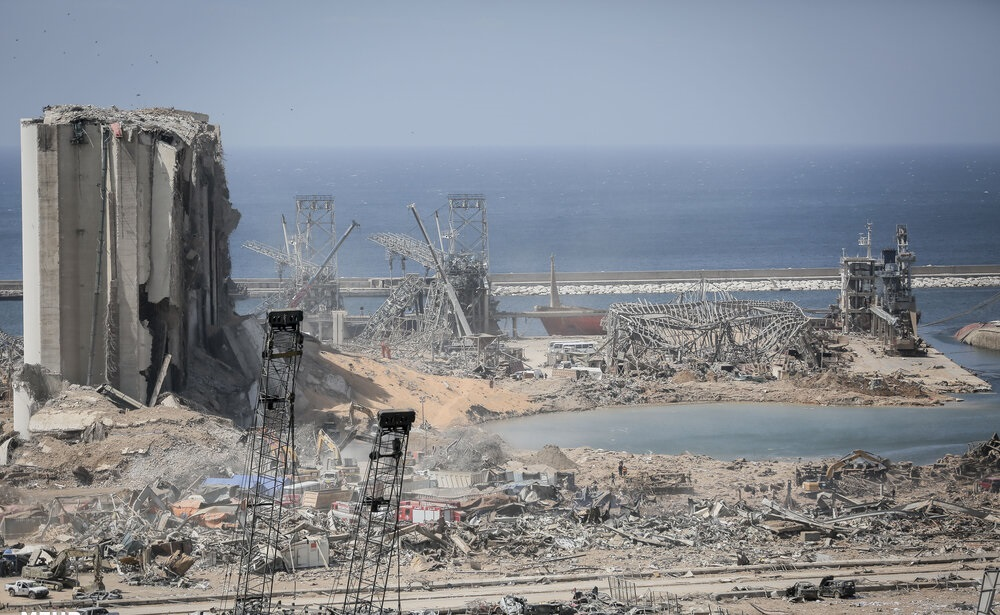
Porto de Beirute após as explosões de 2020

Em 4 de agosto de 2020, uma forte explosão no porto de Beirute, o principal porto do Líbano, destruiu as áreas vizinhas, matando mais de 200 pessoas e ferindo outras milhares. A causa da explosão foi mais tarde determinada como sendo 2 750 toneladas de nitrato de amônio que haviam sido armazenadas de forma insegura e acidentalmente incendiadas naquela tarde de terça-feira. Menos de uma semana após a explosão, em 10 de agosto de 2020, Hassan Diab, o primeiro-ministro que havia sido designado há menos de um ano, se dirigiu à nação e anunciou sua renúncia. As manifestações continuaram em 2021 com libaneses bloqueando as estradas com pneus queimados protestando contra a pobreza e a crise econômica.
Em 11 de março de 2021, o ministro interino da energia advertiu que o Líbano está ameaçado de "escuridão total" no final de março se nenhum dinheiro for garantido para comprar combustível para usinas elétricas. Uma grande explosão de combustível no norte do Líbano matou 28 pessoas em agosto de 2021. Em 9 de outubro de 2021, toda a nação perdeu energia por 24 horas depois que suas duas principais estações de energia ficaram sem energia devido à moeda e à escassez de combustível. Dias depois, a violência sectária em Beirute matou várias pessoas nos confrontos mais mortais no país desde 2008.

## Geografia

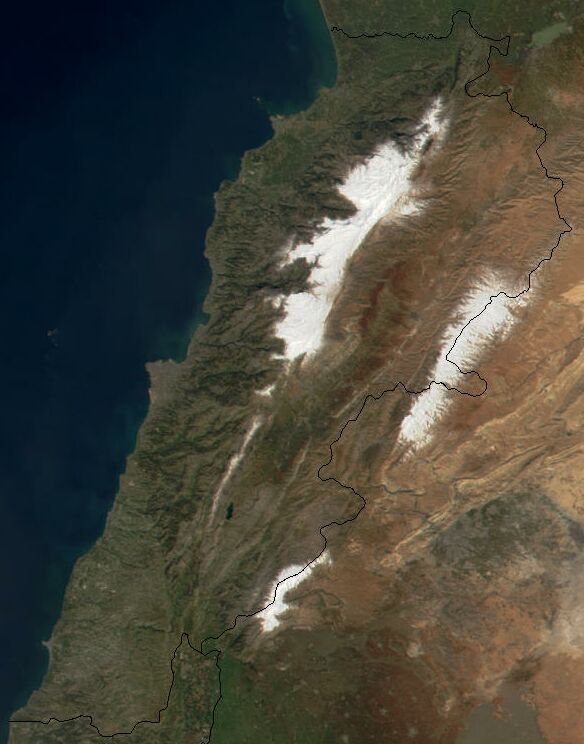
Imagem de satélite do Líbano. Cobertos de neve podem ser vistos o monte Líbano e o Antilíbano

O país possui um território de 10 452 quilômetros quadrados, dos quais 10 230 quilômetros quadrados são em terra. O Líbano tem um litoral de 225 km ao longo do mar Mediterrâneo a oeste, uma fronteira de 375 km que compartilha com a Síria ao norte e oeste, além de uma fronteira de 79 km de comprimento com Israel ao sul. A fronteira ocupada por Israel nas colinas de Golã é disputada pelo Líbano em uma pequena área chamada Fazendas de Shebaa.
As montanhas do Líbano são drenadas por córregos sazonais e rios, sendo que o mais importante é o rio Litani, com 145 quilômetros, que sobe no vale do Beqaa ao oeste de Balbeque e deságua no mar Mediterrâneo ao norte de Tiro. O Líbano 16 rios, que não são navegáveis; 13 rios nascem na face oeste das partes altas do país e correm através de desfiladeiros íngremes e para o mar Mediterrâneo, os outros três surgem no Vale do Beca.
Alguns dos fenômenos que atualmente atingem o meio-ambiente são erosão do solo, desertificação, poluição do ar devido ao tráfego de automóveis em Beirute e devido à queima de resíduos industriais, poluição de águas costeiras. Alguns dos acordos internacionais que Líbano assinou incluem o da biodiversidade, da mudança climática, desertificação, resíduos tóxicos, lei do mar, proteção da camada de ozônio e poluição marítima. O Líbano é o mais florestado dos países mediterrâneos. Cresce nas montanhas várias árvores da espécie azinheiras, além de vários tipos de coníferas e, cada vez mais raras, o cedro-do-líbano. Muitas árvores frutíferas crescem nas costas.

### Clima

Líbano pela classificação climática de Köppen-Geiger

O Líbano tem um clima mediterrâneo moderado. Nas zonas costeiras, os invernos são geralmente frios e chuvosos, enquanto os verões são quentes e secos. Nas áreas mais elevadas, as temperaturas costumam cair abaixo de zero durante o inverno com cobertura de neve pesada que permanece até o início do verão no topo das montanhas mais altas. Embora a maior parte do país receba uma quantidade relativamente grande de chuvas, quando medido em comparação ao ano ao seu entorno árido, algumas áreas no nordeste do Líbano tem baixos índices pluviométricos por conta dos altos picos da cordilheira ocidental, que impendem a chegada das chuvas.

### Meio ambiente

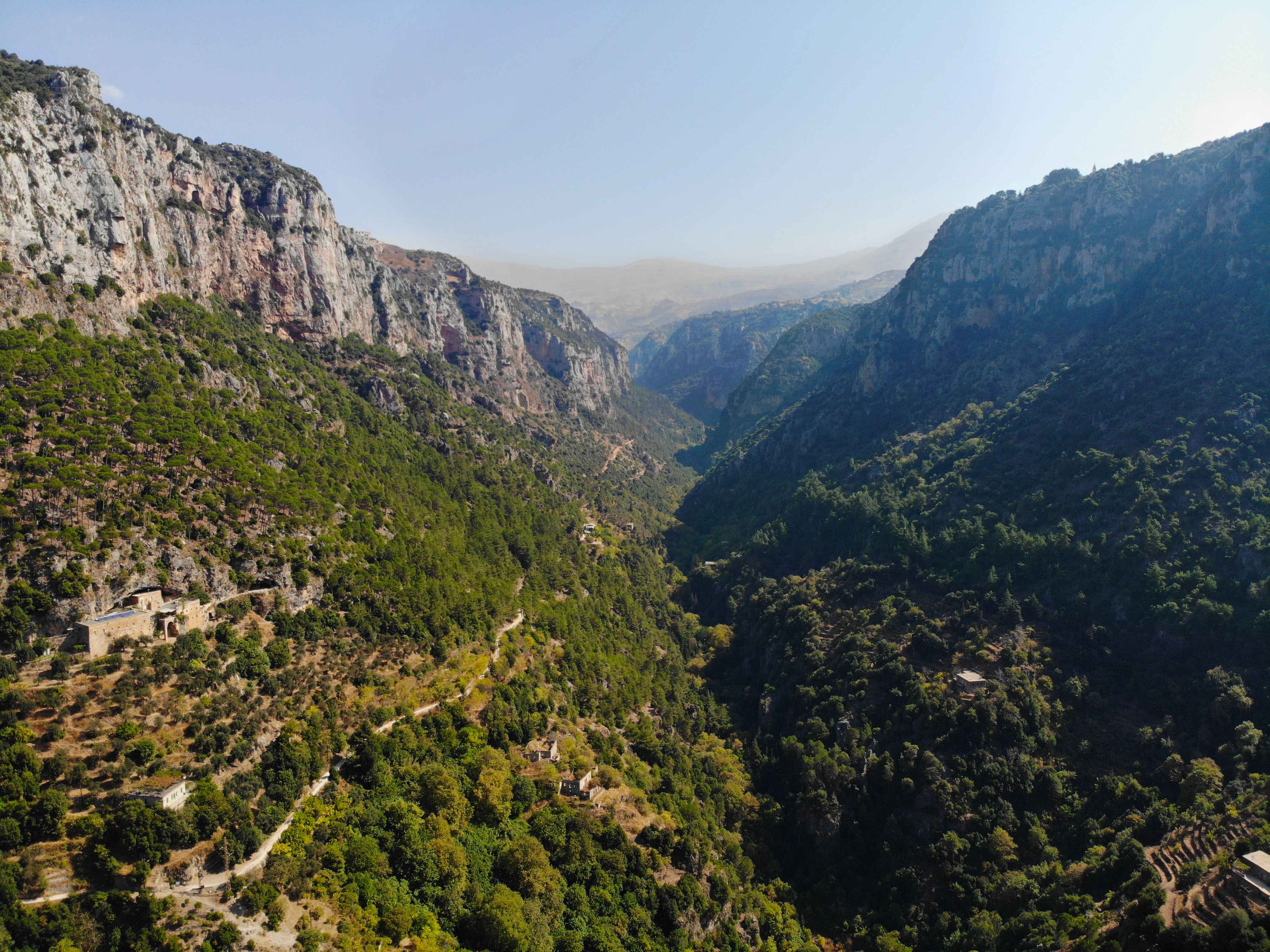
Panorama do Vale do Kadisha

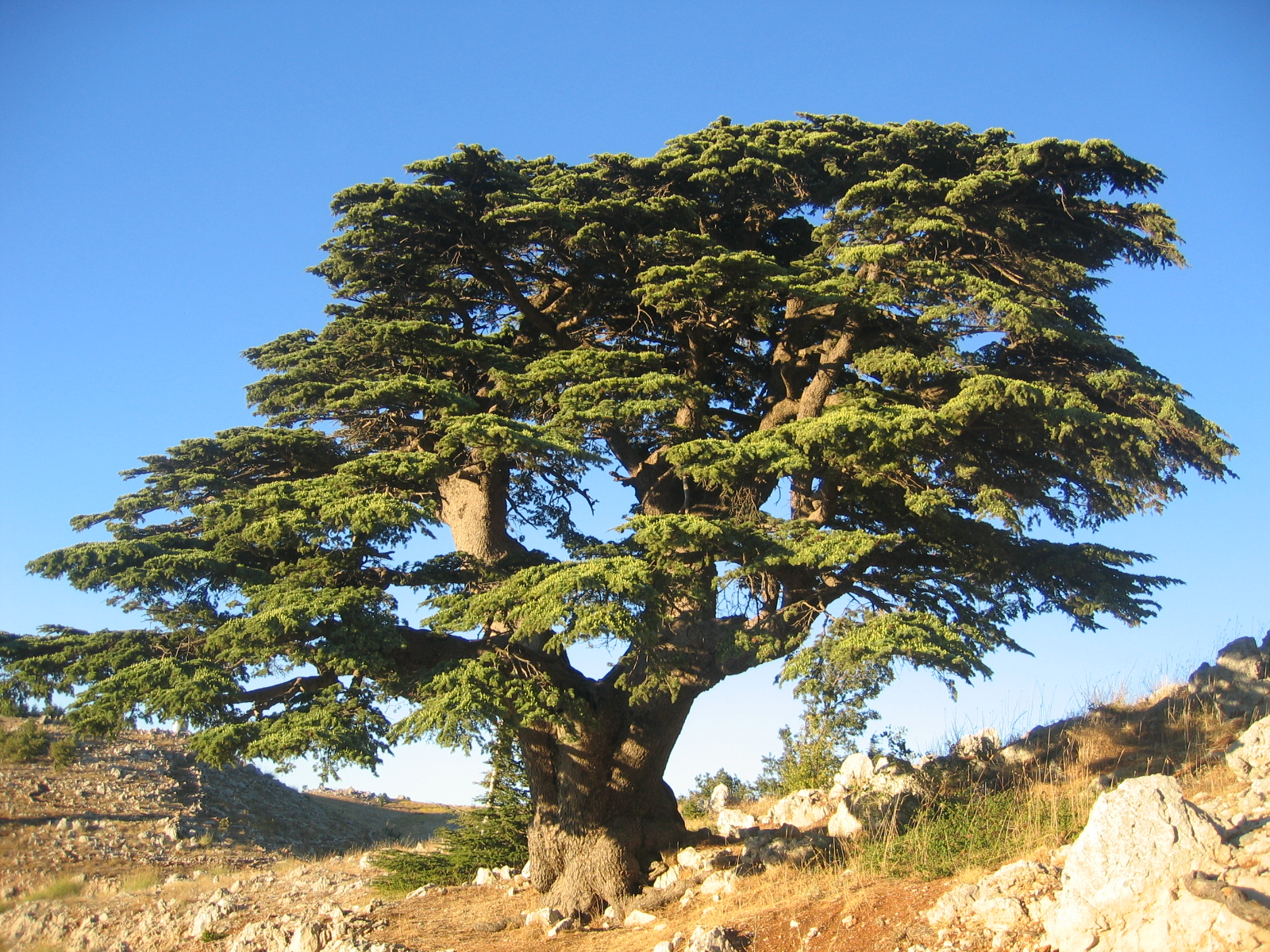
Cedro-do-líbano em na vila de Barouk, na província de Monte Líbano

Nos tempos antigos, o Líbano era coberto por grandes florestas de cedros, o emblema nacional do país. Milênios de desmatamento alteraram a hidrologia no Monte Líbano e mudaram o clima regional adversamente. Em 2012, as florestas cobriam 13,4% da área de terras libanesas; elas estavam sob constante ameaça de incêndios florestais causados pela longa estação seca de verão.
Como resultado da exploração de longa data, poucos cedros antigos permanecem em bolsões de florestas no Líbano, mas existe um programa ativo para conservar e regenerar as florestas. A abordagem libanesa enfatizou a regeneração natural sobre o plantio, criando as condições certas para germinação e crescimento. O Estado libanês criou várias reservas naturais que contêm cedros, incluindo a Reserva da Biosfera Shouf, a Reserva Jaj Cedar, a Reserva Tannourine, as Reservas Ammouaa e Karm Shbat no distrito de Akkar e a Floresta dos Cedros de Deus perto de Bsharri. O Líbano teve uma pontuação média do Índice de Integridade da Paisagem Florestal em 2019 de 3,76/10, classificando-o em 141º lugar globalmente entre 172 países.
Em 2010, o Ministério do Meio Ambiente definiu um plano de 10 anos para aumentar a cobertura florestal nacional em 20%, o que equivale ao plantio de dois milhões de novas árvores a cada ano. O plano, que foi financiado pela Agência dos Estados Unidos para o Desenvolvimento Internacional (USAID) e implementado pelos Serviço Florestal dos Estados Unidos (USFS), por meio da Iniciativa de Reflorestamento do Líbano (LRI), foi inaugurado em 2011 com o plantio de cedros, pinheiros, amendoeiras selvagens, zimbros, abetos, carvalhos e outras mudas, em dez regiões ao redor do Líbano. Em 2016, as florestas cobriam 13,6% do Líbano e outras terras arborizadas representavam mais 11%. Desde 2011, mais de 600 mil árvores, incluindo cedros e outras espécies nativas, foram plantadas em todo o país como parte da Iniciativa de Reflorestamento do Líbano (LRI). O Líbano contém duas ecorregiões terrestres: florestas de coníferas esclerófilas-folhosas do Mediterrâneo Oriental e florestas de coníferas montanas e decíduas do sul da Anatólia.

## Demografia

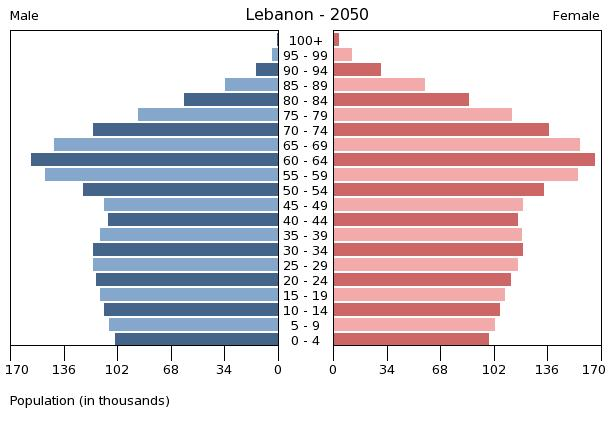
Pirâmide etária do Líbano

No total o estado reconhece a existência de dezoito comunidades religiosas. Cerca de 59,7% dos libaneses são muçulmanos e 39% cristãos (divididos por entre os grupos enunciados).
A população total do Líbano é estimada em 6,9 milhões de pessoas, em 2018; contudo, não há registros oficiais feitos desde 1932 devido a questões políticas de cunho religioso e sectário.
No tocante à estrutura etária 66% da população tem entre 15 e 64 anos, com uma esperança de vida situada nos 70 anos para os homens e nos 75 anos para as mulheres. A população distribui-se principalmente pelas cidades do litoral (32% em Beirute e na sua periferia) e 20% na província do Líbano Norte.[carece de fontes?]

### Religiões
Religião no Líbano

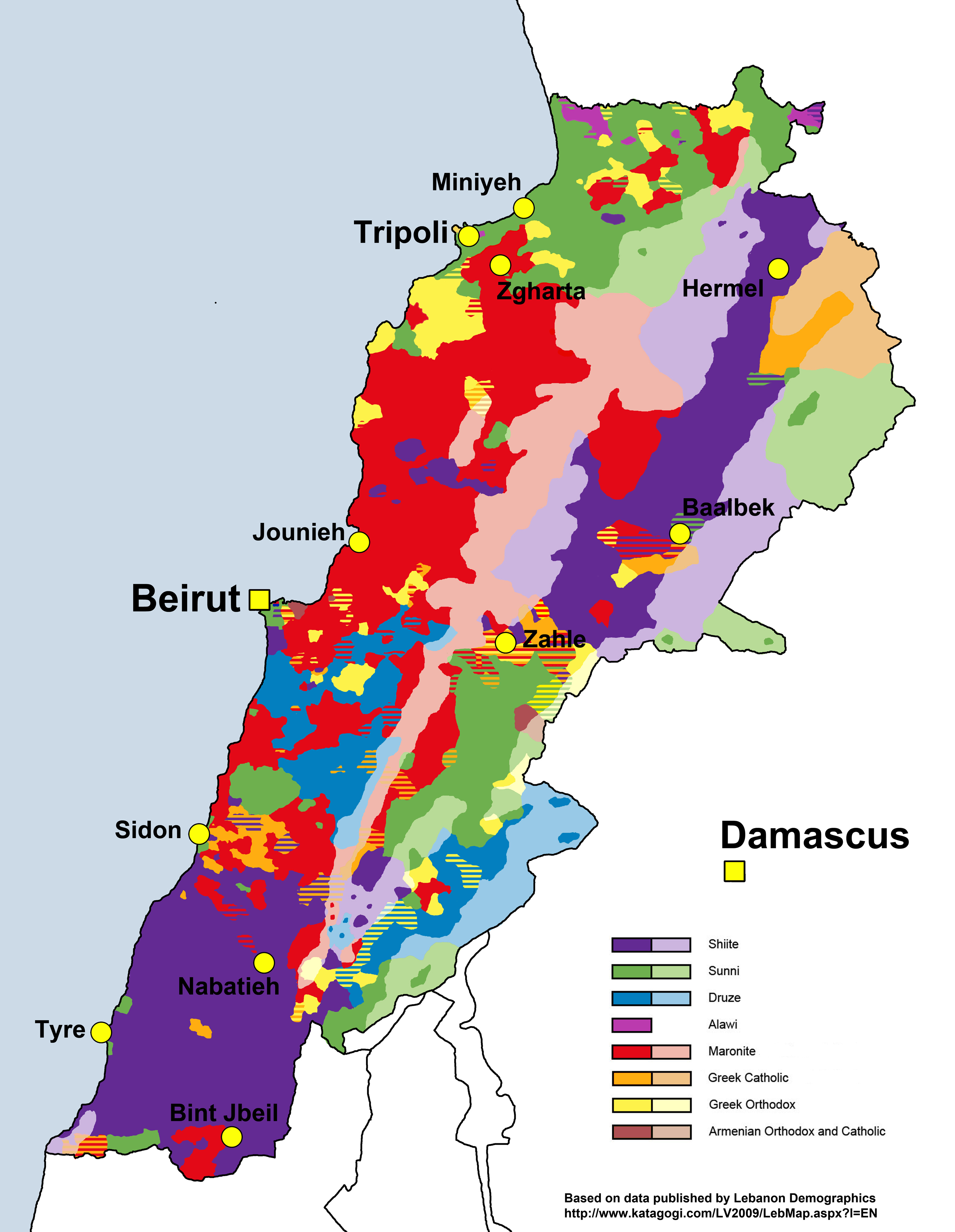
Mapa da distribuição dos principais grupos religiosos do país

O Líbano é o país com a maior diversidade religiosa no Oriente Médio. Em 2014, o CIA World Factbook estimou que a população libanesa era composta por 54% de muçulmanos (27% islamismo xiita e 27% sunita), 40,4% de cristãos (inclui 21% católicos maronitas, 8% ortodoxos gregos, 5% greco-católicos, 1% protestante e 5,5% outros cristãos), 5,6% de drusos, além de um número muito pequeno de judeus, bahá'ís, budistas e hindus. Um estudo realizado pelo governo libanês e com base em números de registo dos eleitores mostra que, até 2011, a população cristã estava estável comparada com a de anos anteriores, perfazendo 34,35% da população; muçulmanos e drusos eram 65,47% da população.
Acredita-se que houve um declínio na proporção de cristãos em relação aos muçulmanos ao longo dos últimos 60 anos, devido a taxas de emigração mais elevadas de cristãos e a uma maior taxa de natalidade da população muçulmana. Quando o último censo foi realizado em 1932, os cristãos formavam 53% da população do Líbano. Em 1956, estima-se que a população era formada por 54% cristãos e 44% muçulmanos. Um estudo demográfico realizado pela empresa de pesquisa Statistics Lebanon constatou que aproximadamente 27% da população era sunita, 27% xiita, 21% maronita, 8% ortodoxa grega, 5% drusa e 5% católica-grega, sendo os restantes 7%, em sua maioria, pertencentes a denominações cristãs menores.

### Composição étnica e linguística
A população do Líbano é composta por diversos grupos étnicos e religiosos: muçulmanos (xiitas e sunitas), cristãos (maronitas, ortodoxos gregos, melquitas greco-católicos, católicos romanos, protestantes)  e outros cristãos (armênios, coptas, caldeas, assírios) e outras, incluindo as seitas alauíta e drusa, e uma pequena comunidade judaica.
O artigo 11 da Constituição do Líbano afirma que o árabe é a língua oficial nacional. A lei determina casos em que a língua francesa deve ser usada. A maioria dos libaneses fala o árabe libanês, enquanto idioma árabe moderno padrão é usado principalmente em revistas, jornais e meios de transmissão formais. A Língua de Sinais Libanesa é a língua da comunidade surda do país. Quase 40% dos libaneses são considerados francófonos e outros 15% "francófonos parciais", além de 70% das escolas secundárias do Líbano usarem o francês como segunda língua de instrução. Em comparação, o inglês é usado como uma língua secundária em 30% das escolas secundárias do país. O uso do francês é um legado de laços históricos da França na região, como o Mandato da Sociedade das Nações sobre o Líbano e comandado por franceses após a Primeira Guerra Mundial; em 2004, cerca de 20% da população usava o francês diariamente. O uso do árabe por jovens educados no Líbano está em declínio, visto que eles preferem falar em francês e inglês. O inglês é cada vez mais usado nas ciências e e interações econômicas. Em 2007 a presença do inglês no Líbano aumentou. Os cidadãos libaneses de ascendência armênia, grega ou curda muitas vezes falam em armênio, grego ou curdo, com diferentes graus de fluência. Em 2009, havia cerca de 150 mil armênios no Líbano, ou cerca de 5% da população.

## Política

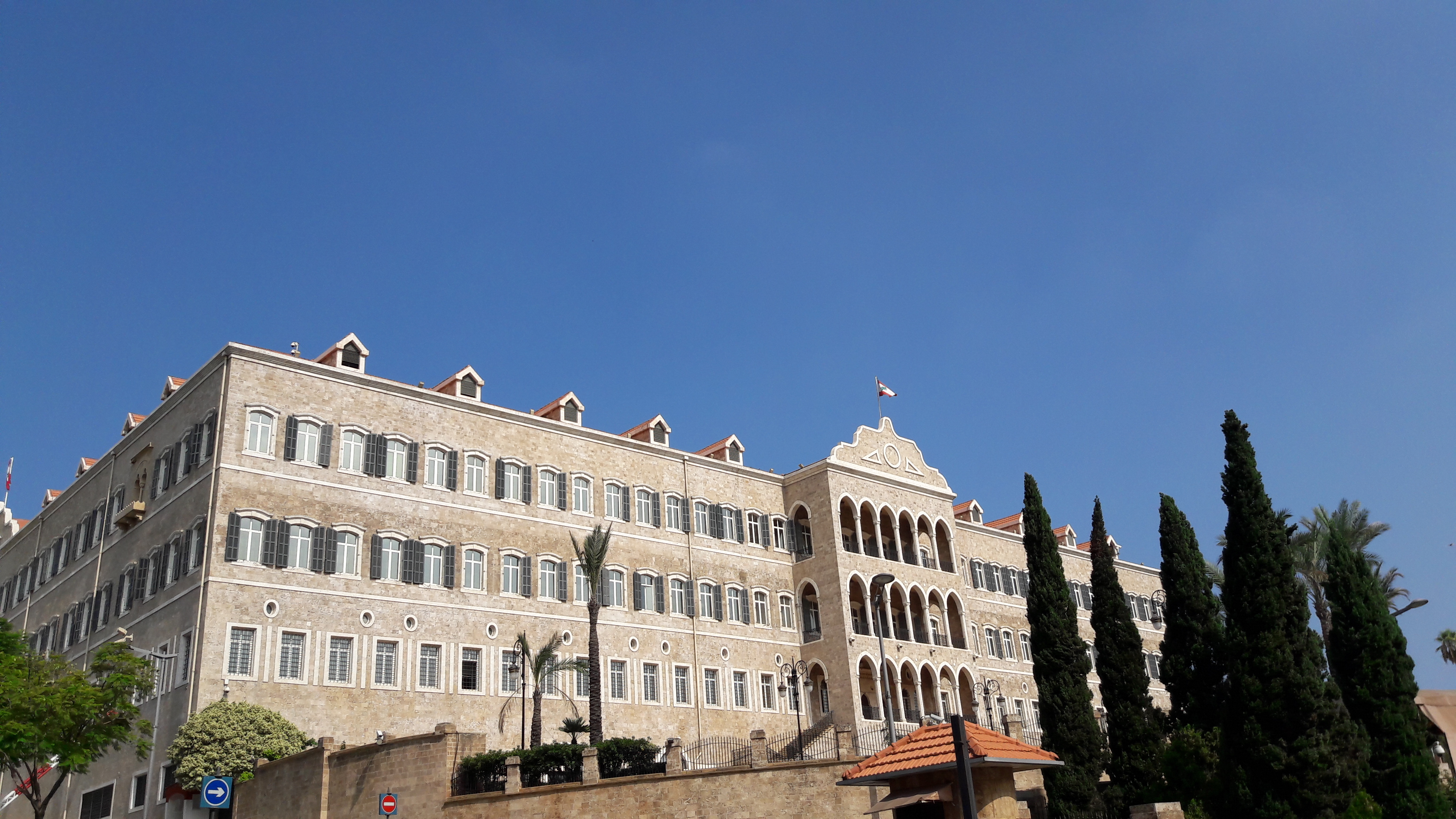
Grand Serail, sede do primeiro-ministro

O Líbano é uma democracia parlamentar regida pela constituição de 23 de maio de 1926, que foi alvo de várias emendas, a mais importante das quais ocorreu em 1989. Esta constituição consagra a divisão do poder em três ramos, o executivo, legislativo e judicial. Segundo a lei, os cargos de presidente, primeiro-ministro e porta-voz do parlamento devem ser ocupados respectivamente por um cristão maronita, por um muçulmano sunita e por um muçulmano xiita.
O poder executivo recai sobre o presidente da República Libanesa, que nomeia para tal função o primeiro-ministro e o resto do Gabinete, nos quais exercem dita função, reservando-se ao Presidente da República amplas competências. A Assembleia Nacional elege o presidente por períodos de seis anos.
O poder legislativo é exercido pela Assembleia Nacional (em árabe: Majlis Alnuwab; em francês: Assemblee Nationale) composta por 128 membros eleitos por sufrágio universal para um poder de quatro anos.

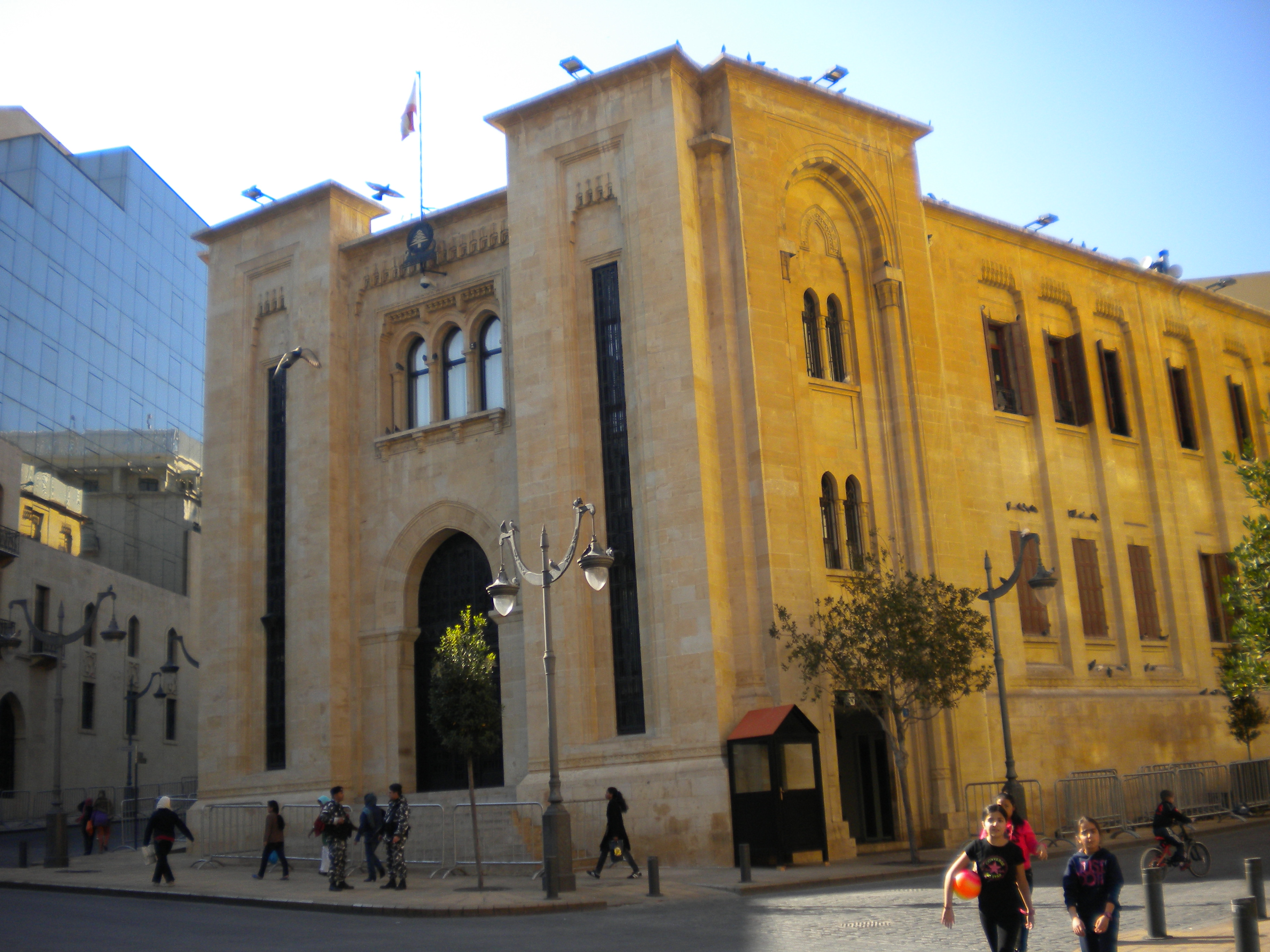
Parlamento do Líbano

A assembleia de representantes é multirreligiosa. As últimas eleições para a assembleia tiveram lugar em maio e junho de 2005. O voto é obrigatório para todos os homens a partir dos vinte e um anos de idade, sendo permitido votar às mulheres a partir da mesma idade.

### Direitos humanos
Os trabalhadores domésticos no Líbano, principalmente mulheres na faixa dos 20-30 anos provenientes da Etiópia, Nigéria, Sri Lanka e Filipinas, são frequentemente obrigados a trabalhar longas horas, são abusados e não pagos.
Uma série de alegados suicídios por empregadas domésticas algumas semanas antes de dezembro de 2009, ao enforcarem-se ou ao caírem das varandas, chamou a atenção internacional da CNN.
O sistema kafala não permite que os trabalhadores estrangeiros abandonem o país sem a autorização dos seus empregadores. Algumas mulheres são vendidas como escravas, segundo relatos. O abuso enfrentado pelos trabalhadores domésticos migrantes é um problema comum em todo o Médio Oriente árabe, tanto devido a uma regulamentação laboral deficiente como devido a preconceitos culturais.

### Forças armadas
As Forças Armadas Libanesas (FAL) tem 72 mil soldados ativos, incluindo 1 100 na força aérea e 1 000 na marinha.
As principais missões das forças armadas libanesas incluem defender o Líbano e os seus cidadãos contra a agressão externa, a manutenção da estabilidade interna e de segurança, confrontando as ameaças contra os interesses vitais do país, engajando-se em atividades de desenvolvimento social, e realizar operações de socorro, em coordenação com as instituições públicas e humanitárias.
O Líbano é um grande receptor de ajuda militar estrangeira. Com 400 000 mil dólares, desde 2005, é o segundo maior receptor de ajuda militar per capita dos Estados Unidos, depois de Israel.

### Relações internacionais

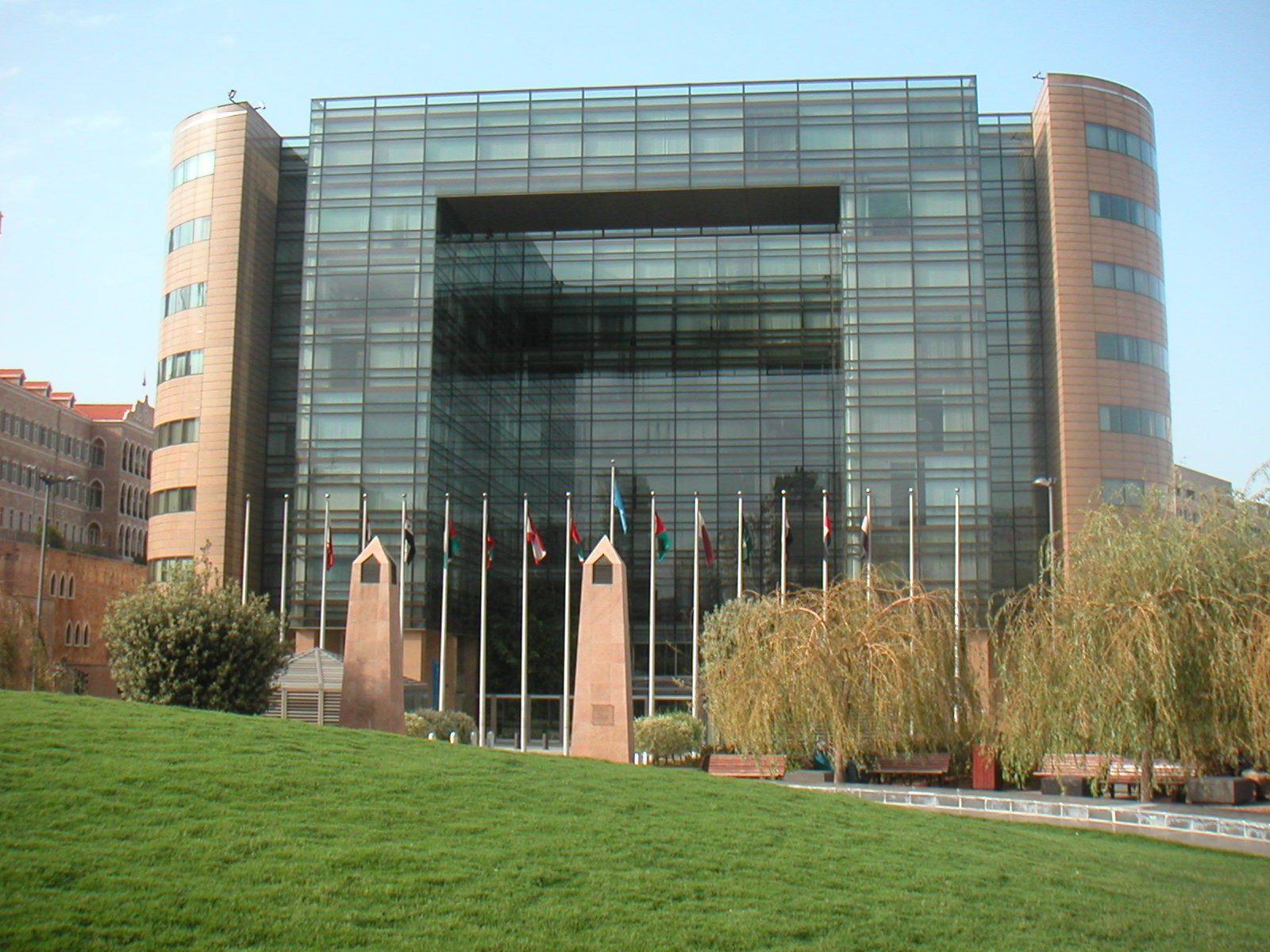
Sede da Comissão Econômica e Social das Nações Unidas para a Ásia Ocidental em Beirute

O Líbano concluiu negociações sobre um acordo de associação com a União Europeia no final de 2001, e ambos os lados rubricaram o acordo em janeiro de 2002. O país está incluído na Política Europeia de Vizinhança (PEV), que visa aproximar a UE e seus vizinhos. A UE adoptou um Documento de Estratégia por País para o Líbano 2007-2013 e um Programa Indicativo Nacional 2007-2010. A assistência prestada foi reorientada após a Segunda Guerra do Líbano, a fim de se engajar em uma ajuda real para o governo e a sociedade na reconstrução e reforma do país. A UE é o maior parceiro comercial do Líbano, respondendo por um terço das suas importações em 3,9 bilhões de euros em 2008. As exportações libanesas para a UE totalizaram 0,36 bilhão de euros; principalmente produtos manufaturados (66%).
O Líbano desfruta de boas relações com praticamente todos os outros países árabes (apesar das tensões históricas com a Líbia e a Síria) e sediou uma cúpula da Liga Árabe em março de 2002 pela primeira vez em mais de 35 anos. O Líbano é membro dos países da Francofonia e sediou a cúpula da Francofonia em outubro de 2002, bem como a Jogos da Francofonia de 2009.
O Líbano também sedia a a Comissão Econômica e Social das Nações Unidas para a Ásia Ocidental (ESCWA, sigla em inglês), uma das cinco comissões regionais sob a jurisdição do Conselho Econômico e Social das Nações Unidas. O papel da Comissão é promover o desenvolvimento econômico e social da Ásia Ocidental por meio da cooperação e integração regional e sub-regional. A Comissão é composta por 20 Estados membros, todos oriundos das regiões do Norte da África e Oriente Médio.

## Subdivisões

Divisões administrativas do Líbano

O Líbano divide-se em nove províncias (em árabe: muhafazat; singular muhafazah), que são subdivididos em 25 distritos (aqdyah, em árabe: أقضية; singular qadā o caza, ضاء). Os próprios distritos também são divididos em vários municípios, cada um incluindo um grupo de cidades ou vilas. Beirute é a menor de todas em extensão (19,8 km² e que tem como capital a própria cidade de Beirute), mas que é a mais populosa, industrializada e rica de todo o país, além de ser centro financeiro e turístico de todo o Oriente Médio. Duas novas províncias, chamadas Aakkâr e Baalbek-Hermel, foram criadas em 2007, e uma em 2017, Keserwan-Jbeil.
As nove províncias são:
1. Beirute
2. Monte Líbano
3. Líbano Setentrional (ou Líbano Norte)
4. Bekaa
5. Nabatieh
6. Líbano Meridional (ou Líbano Sul)
7. Aakkâr
8. Baalbek-Hermel
9. Keserwan-Jbeil

## Economia

Gráfico dos principais produtos de exportação do país

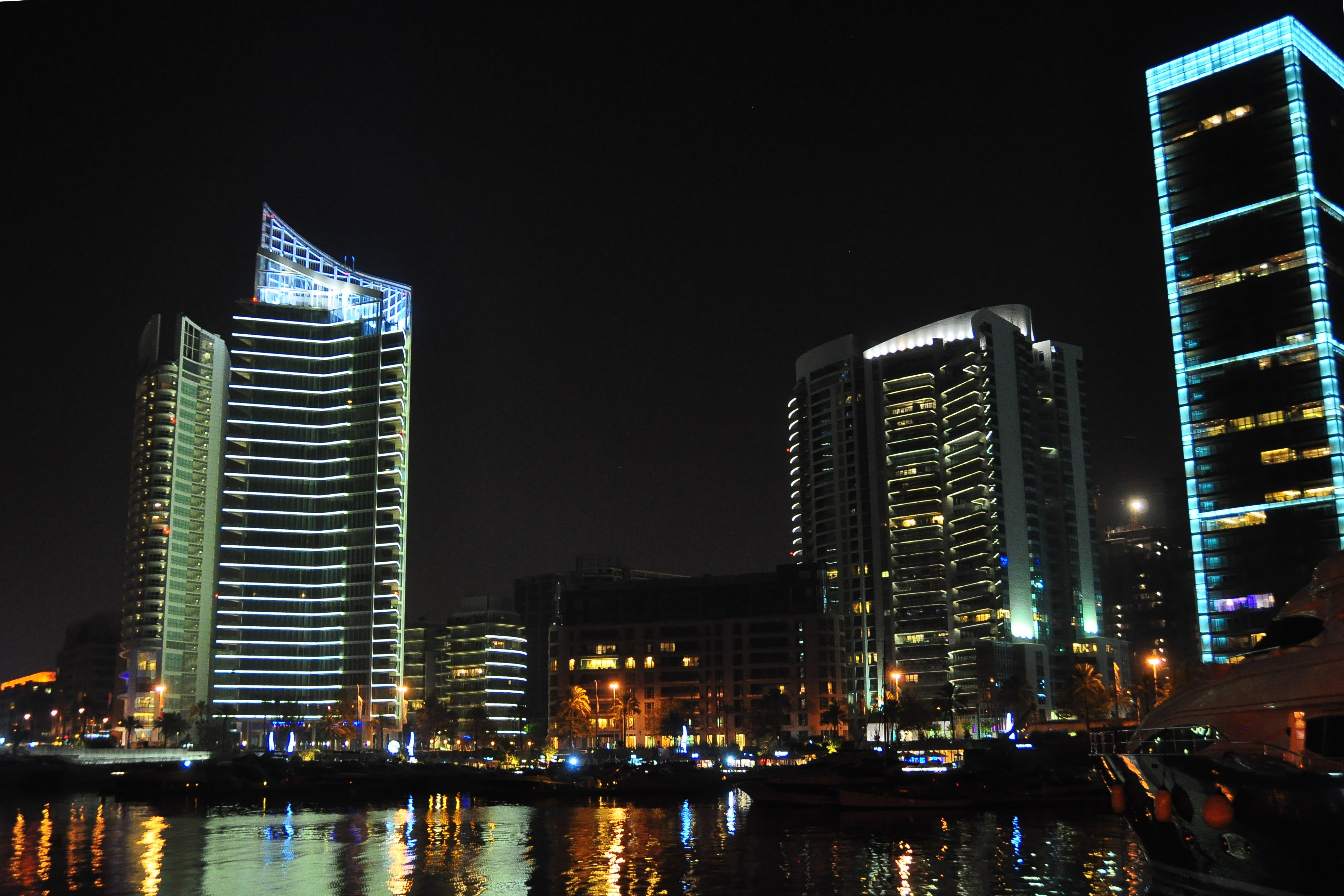
Centro financeiro de Beirute, a capital e maior cidade do país

A economia do Líbano segue um modelo laissez-faire. A maior parte da economia está dolarizada e o país não tem restrições à circulação de capitais através de suas fronteiras. A intervenção do governo libanês no comércio exterior é mínima.
A nação tem um nível muito elevado de dívida pública e grandes necessidades de financiamento externo. A dívida pública em 2010 ultrapassou 150,7% do PIB, ocupando o quarto lugar mais alto do mundo em termos de percentagem do PIB, embora abaixo dos 154,8% registrados em 2009.
A população urbana do país é conhecida pelo seu empreendedorismo comercial. A emigração rendeu "redes comerciais" libanesas por todo o mundo. As remessas dos libaneses no exterior totalizam 8,2 bilhões dólares e são responsáveis por um quinto da economia do país. O Líbano tem a maior proporção de mão de obra qualificada do mundo árabe.
O setor agrícola emprega 12% da força de trabalho total. A agricultura contribuiu para 5,9% do PIB do país em 2011. A proporção de terras cultiváveis do país é a mais alta no mundo árabe, Os principais produtos agrícolas do país incluem maçãs, pêssegos, laranjas e limões.
O mercado de commodities no Líbano inclui uma produção substancial de moedas de ouro, que, de acordo com as normas da Associação Internacional de Transportes Aéreos, que deve ser declarada quando for exportada para qualquer país estrangeiro. O petróleo tem sido descoberto recentemente no interior e no fundo do mar entre o Líbano, Chipre, Israel e Egito e negociações estão em curso entre Chipre e Egito para chegar a um acordo sobre a exploração desses recursos. Acredita-se que o fundo do mar que separa o Líbano do Chipre contenha quantidades significativas de petróleo bruto e gás natural.
A indústria no Líbano é principalmente limitada a pequenas empresas que remontam e empacotam peças importadas. Em 2004, a indústria ficou em segundo lugar no mercado de trabalho, com 26% da população ativa do país e em segundo lugar na contribuição do PIB (21%).

### Turismo

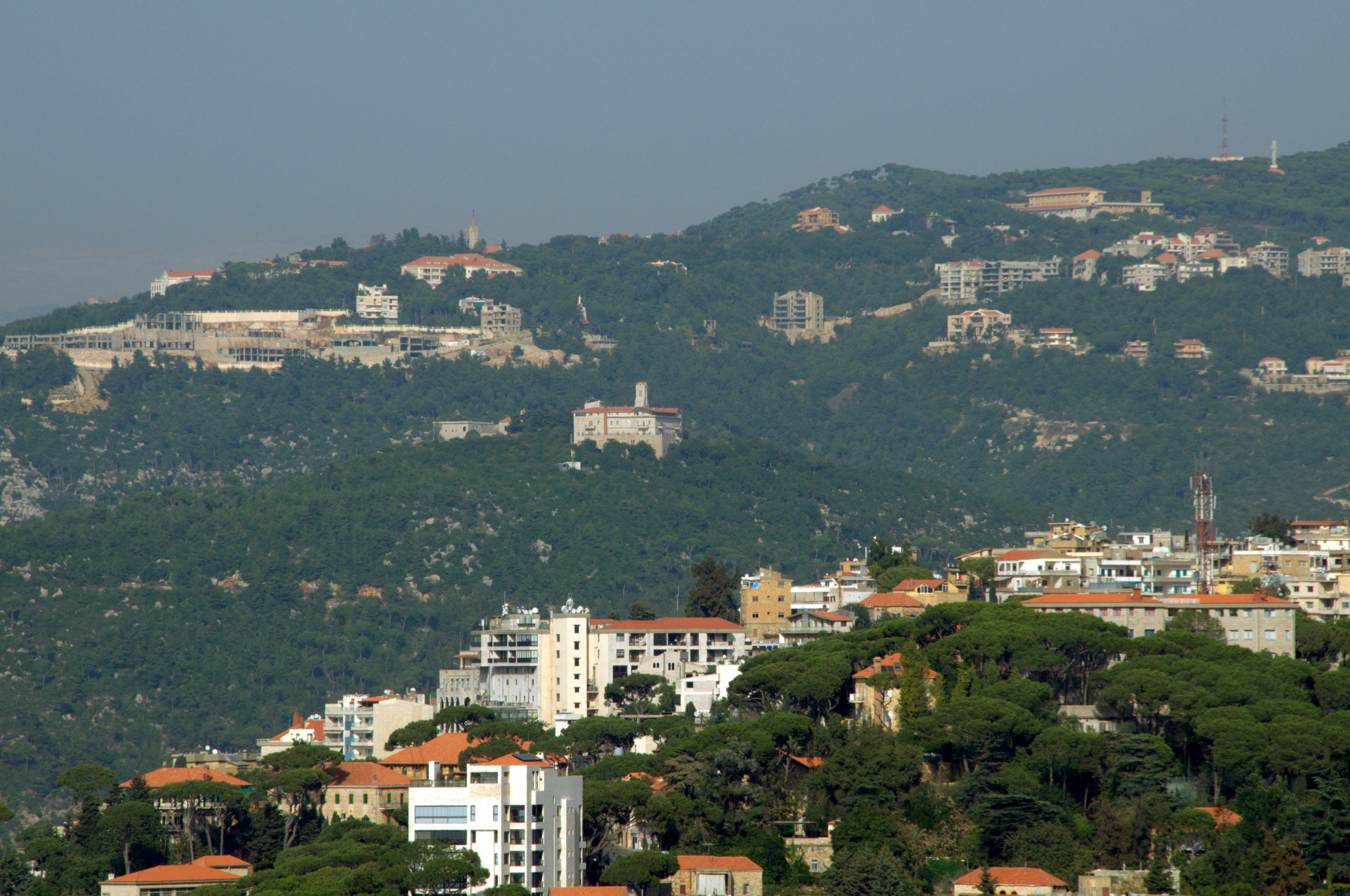
Monte Líbano

A indústria do turismo é responsável por cerca de 10% do PIB do país. O Líbano conseguiu atrair cerca de 1,3 milhão de turistas em 2008, assim colocando-a como 79ª posição entre 191 países. Em 2009, o The New York Times classificou a cidade de Beirute como um importante destino de viagem em todo o mundo devido a sua vida noturna e hospitalidade.
Em janeiro de 2010, o Ministério do Turismo anunciou que 1 851 081 turistas visitaram o Líbano em 2009, um aumento de 39% em relação a 2008. Em 2009, o Líbano recebeu o maior número de turistas até o momento, superando o recorde anterior, estabelecido antes da Guerra Civil Libanesa. As chegadas de turistas chegaram a 2 milhões em 2010, mas caiu de 37% para os primeiros 10 meses de 2012, uma queda causada pela guerra civil na vizinha Síria.
Arábia Saudita, Jordânia e Japão são os três países de origem da maior parte dos turistas estrangeiros no Líbano. O recente afluxo de turistas japoneses é, provavelmente, a razão para o recente aumento da popularidade da culinária japonesa no país.

## Infraestrutura

### Transportes

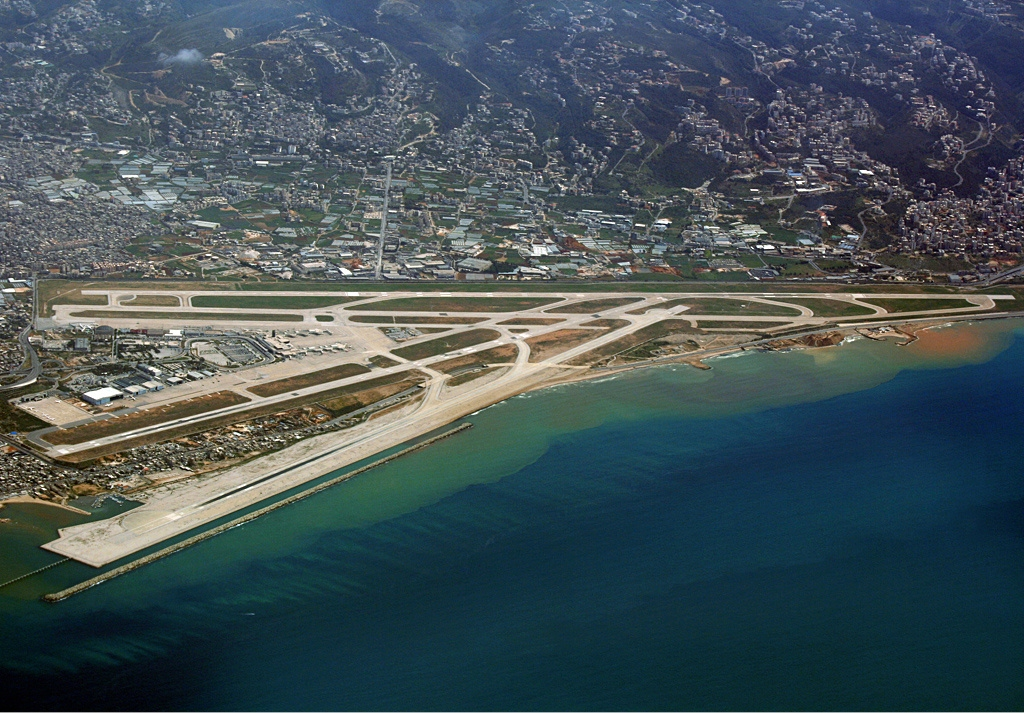
Aeroporto Internacional de Beirute

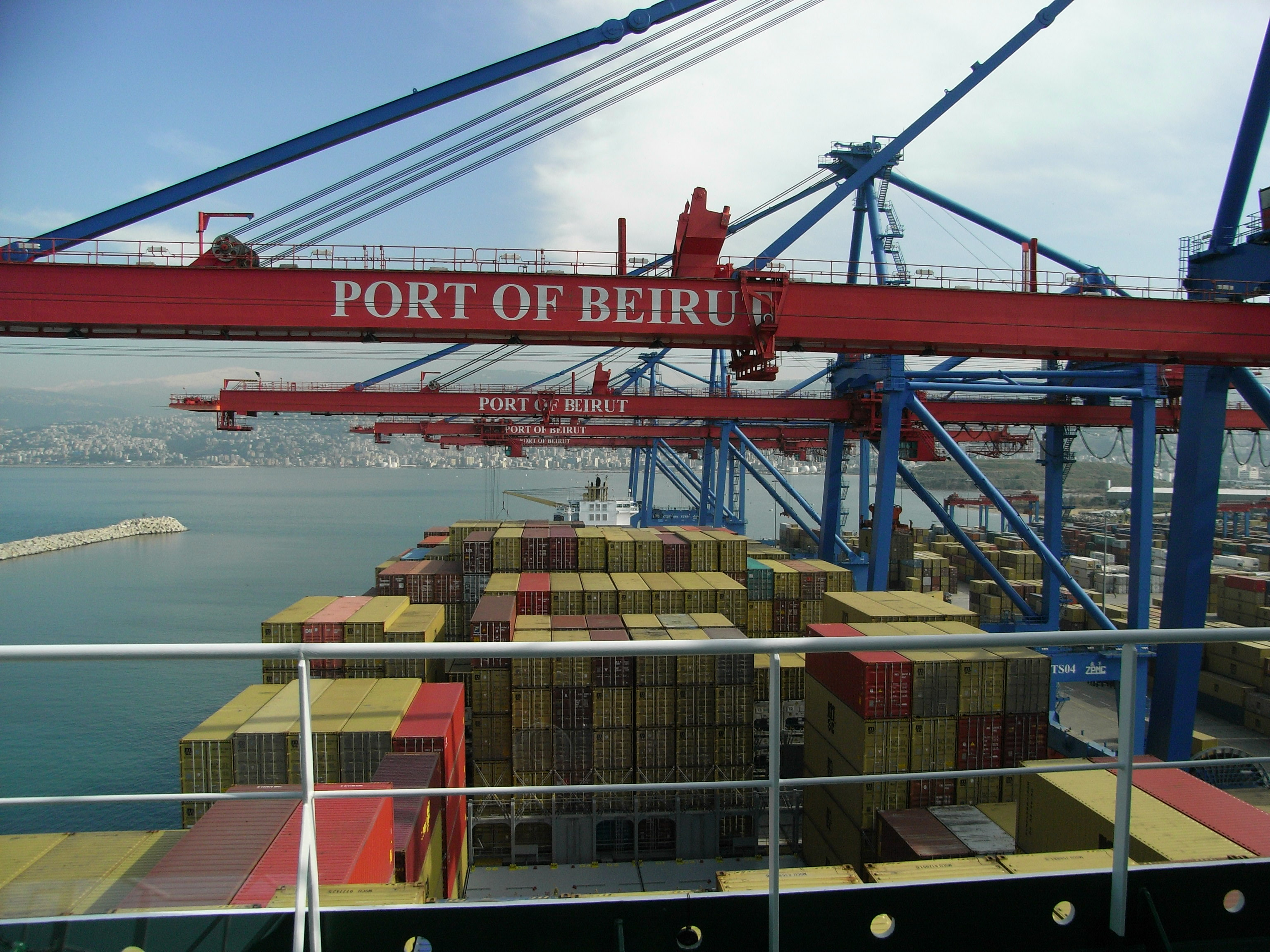
Porto de Beirute

O Líbano possui poucos aeroportos, são alguns poucos militares, algumas bases aéreas em algumas cidades, e o principal do país, o único internacional da nação, o Aeroporto Internacional de Beirute, rebatizado após o atentado que matou o ex-primeiro-ministro do país e passou a se chamar Aeroporto Internacional de Beirute. Moderno, o aeroporto atende a grandes empresas aéreas do mundo, e é parada de escala para grande números de voos que vão de países do Ocidente para países do Extremo Oriente e Oriente Médio.
O Líbano possui vários portos por seu litoral, porém três merecem maior destaque. Sídon, no sul do Líbano: seu porto é também chamado de porto petrolífero, já que atende os países produtores de petróleo no comércio e na exportação de produtos desses países para a União Europeia e Estados Unidos. Trípoli, no norte do Líbano: importante porto do norte do país, atende mercadorias em geral, porém não possui a mesma magnitude que o porto da capital. Beirute, a capital e maior cidade do Líbano. Além de Beirute ser a porta de entrada do Líbano por via aérea, é também por mar, já que possui o maior e o mais bem equipado porto de todo o país, é também considerado o porto mais movimentado do Mediterrâneo Oriental.
A primeira linha ferroviária instalada no país data de 1895, quando o país era ainda parte integrante do Império Otomano e estabelecia a ligação entre Beirute e Damasco. Em 1906, uma segunda linha foi construída desta feita entre Riayk, situada no vale de Bekaa e a cidade de Alepo. Cinco anos depois, esta linha abriu uma ramificação de Homs na atual Síria, até Tripoli. Quando o Líbano se tornou um país independente, a linha de Trípoli ficou isolada da rede. Durante a Segunda Guerra Mundial as tropas aliadas prolongaram a linha de Trípoli pela costa até Haifa. O Estado libanês acabou por adquirir os direitos sobre a linha, mas quando as relações entre o Líbano e Israel se deterioraram a linha deixou de funcionar até Haifa passando a terminar em Naqoura. A rede ferroviária não sofreu mais alterações até o início da Guerra Civil Libanesa ao longo da qual foi quase completamente destruída. A última viagem de trem foi em 1977. Desde o final da guerra civil que algumas propostas têm sido feitas no sentido de recuperar a rede ferroviária, mas nada tem sido feito.[carece de fontes?]

### Educação

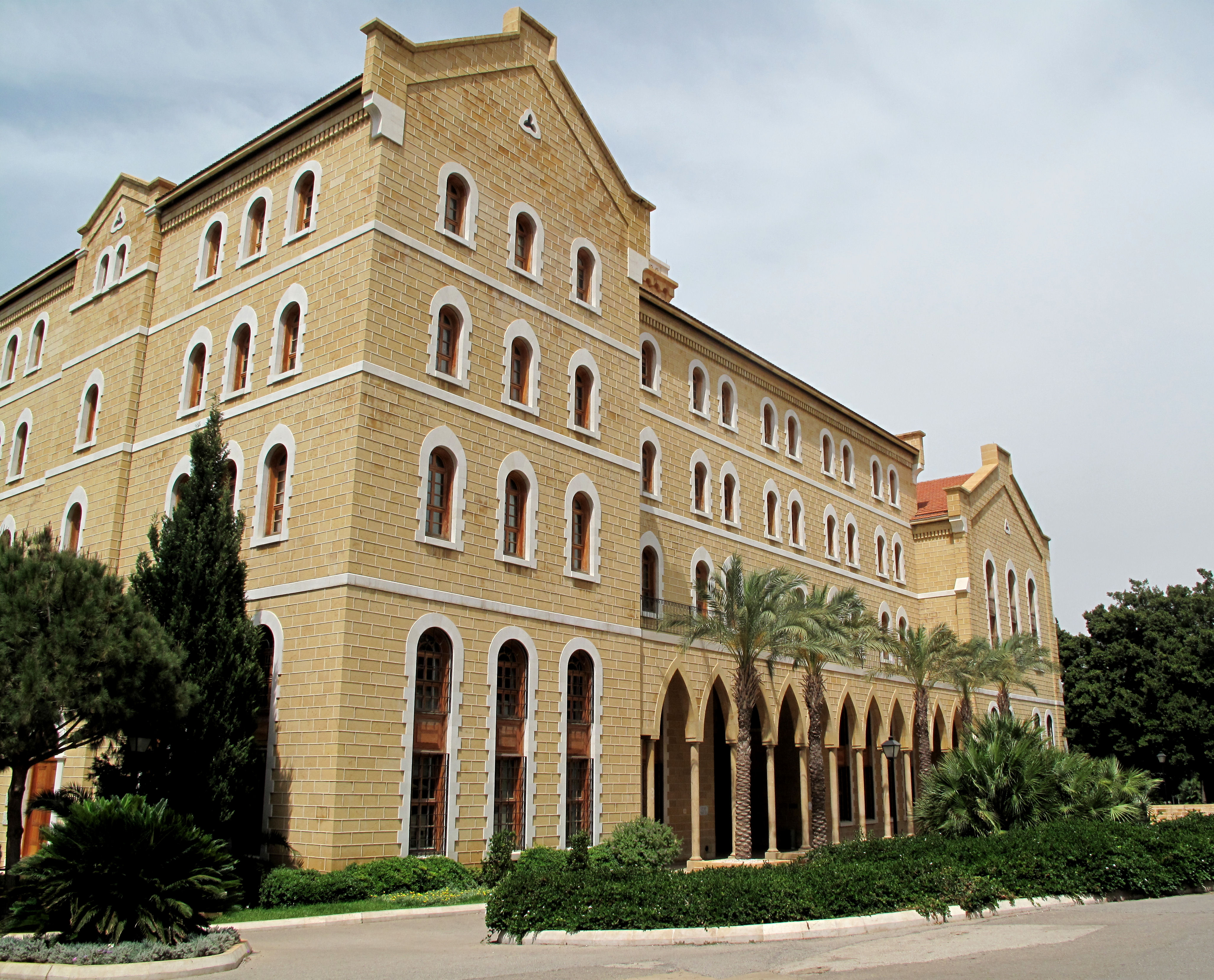
Universidade Americana de Beirute

O Líbano foi classificado globalmente no Relatório Global de Tecnologia da Informação de 2013 do Fórum Econômico Mundial como o quarto melhor país para educação em matemática e ciências e como o décimo melhor global para a qualidade da educação. Na qualidade das escolas de gestão, o país ficou em 13º lugar no mundo. As Nações Unidas atribuíram ao Líbano um índice de educação de 0,871 em 2008. O índice, que é determinado pela taxa de alfabetização de adultos e o índice combinado de matrícula primária, secundária e terciária, classificou o país 88º entre os 177 países participantes. Todas as escolas libanesas são obrigadas a seguir um currículo prescrito, elaborado pelo Ministério da Educação. Algumas das 1 400 escolas privadas oferecem o Programa Internacional de Bacharelado Internacional e também podem adicionar mais cursos ao currículo com a aprovação do Ministério da Educação. Os primeiros oito anos de educação são, por lei, obrigatórios.
O Líbano possui 41 universidades nacionais, várias das quais são internacionalmente reconhecidas. A Universidade Americana de Beirute (AUB) e a Universidade São José de Beirute (USJ) foram as primeiras universidades anglófonas e as primeiras universidades francófonas a abrirem unidades no Líbano, respectivamente. As universidades do Líbano, tanto públicas quanto privadas, operam em grande parte em francês ou inglês. De acordo com o Webometrics Ranking of World Universities, as melhores universidades do país são a Universidade Americana de Beirute (#989 em todo o mundo), a Universidade Libanesa Americana (#2 178 no mundo), a Universidade São José de Beirute (#2 603 no mundo), a Université Libanaise (#3 826 em todo o mundo) e Universidade do Espírito Santo de Kaslik (#5 525 em todo o mundo).

### Saúde

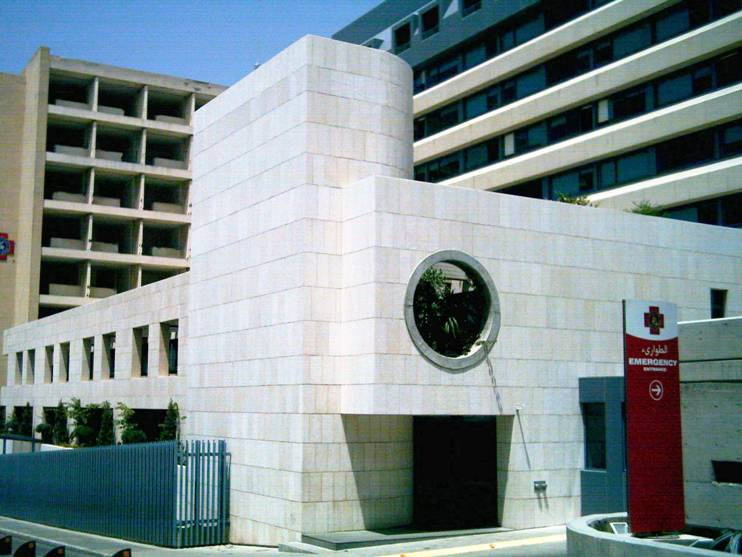
Hospital São Jorge em Beirute

Em 2010, os gastos com saúde representaram 7,03% do PIB do país. Em 2009, havia 31,29 médicos e 19,71 enfermeiros para cada grupo de 10 000 habitantes. A expectativa de vida no nascimento foi de 72,59 anos em 2011, ou 70,48 anos para homens e 74,80 anos para mulheres.
No final da guerra civil, apenas um terço dos hospitais públicos do país eram operacionais, cada um com uma média de apenas 20 leitos. Em 2009, o país tinha 28 hospitais públicos, com um total de 2 550 camas. Nos hospitais públicos, os pacientes hospitalizados não segurados pagam 5% da conta, em comparação com 15% em hospitais privados, com o Ministério da Saúde Pública reembolsando o restante. O Ministério da Saúde Pública conta com 138 hospitais privados e 25 hospitais públicos.
Em 2011, havia 236 643 admissões subsidiadas em hospitais; 164 244 em hospitais privados e 72 399 em hospitais públicos. Mais pacientes usam os hospitais privados do que os hospitais públicos, porque o fornecimento de camas privadas é maior. Recentemente, tem havido um aumento nas doenças transmitidas por alimentos que enfatizaram a importância da segurança da cadeia alimentar no Líbano. Isso elevou a consciência pública e mais restaurantes estão buscando informações e conformidade com a Organização Internacional de Padronização.

## Cultura

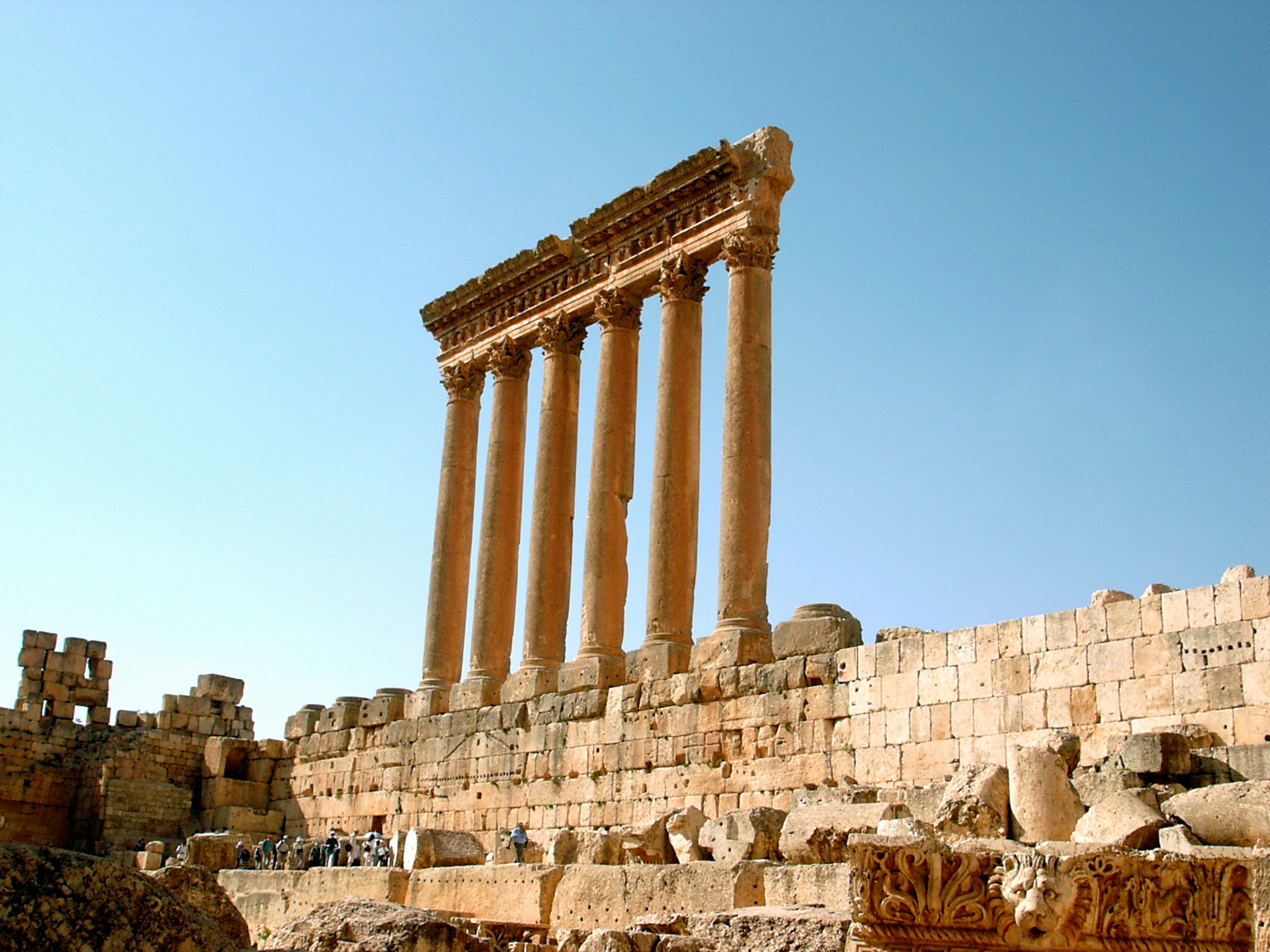
Templo de Júpiter em Balbeque

A cultura do Líbano reflete o legado de várias civilizações de milhares de anos. Originalmente lar dos cananeus-fenícios, e posteriormente conquistada e ocupada pelos assírios, persas, gregos, romanos, árabes, fatímidas, cruzados, turcos otomanos e, mais recentemente, franceses, a cultura libanesa evoluiu tomando emprestado de todos esses grupos. A população diversificada do Líbano, composta de diferentes grupos étnicos e religiosos, tem contribuído ainda mais para os festivais, estilos musicais e literatura do país, bem como a culinária. Apesar da diversidade étnica, linguística, religiosa e denominacional dos libaneses, eles "compartilham uma cultura quase comum". O árabe libanês é universalmente falado, enquanto a comida, a música e a literatura estão profundamente enraizadas "nas normas mais amplas do Mediterrâneo e do Levante árabe".

### Música, literatura e artes visuais

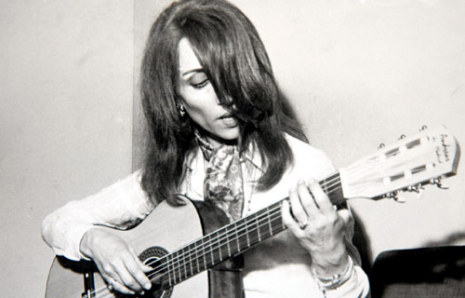
Cantora Fairuz tocando violão na década de 1970

Enquanto a música folclórica tradicional permanece popular no Líbano, a música moderna reconcilia os estilos árabe tradicional, pop e fusão estão rapidamente avançando em popularidade. Artistas libaneses como Fairuz, Wadih El Safi, Sabah, ou Najwa Karam são amplamente conhecidos e apreciados no Líbano e no mundo árabe. As estações de rádio apresentam uma variedade de músicas, incluindo melodias tradicionais libanesas, árabes clássicas, armênias, francesas, inglesas, americanas e latinas.
Na literatura, Khalil Gibran é o terceiro poeta mais vendido de todos os tempos, atrás de Shakespeare e Laozi. Ele é particularmente conhecido por seu livro O Profeta (1923), que foi traduzido para mais de vinte idiomas diferentes e é o segundo livro mais vendido no século XX, atrás apenas da Bíblia.
Nas artes visuais, Moustafa Farroukh estava entre os pintores mais proeminentes do século XX no Líbano. Formalmente treinado em Roma e Paris, ele expôs internacionalmente ao longo de sua carreira. Muitos outros artistas contemporâneos estão ativos, como Walid Raad, um artista contemporâneo de mídia que reside em Nova York.

### Cinema e mídia
O cinema do Líbano, segundo o crítico e historiador Roy Armes, era o único cinema do mundo árabe, além do dominante cinema egípcio, que poderia equivaler a um cinema nacional. O cinema libanês existe desde 192, e o país já produziu mais de 500 filmes.
A mídia do Líbano não é apenas um centro regional de produção, mas também a mais liberal e livre do mundo árabe. De acordo com Repórteres Sem Fronteiras "a mídia tem mais liberdade no Líbano do que em qualquer outro país árabe". Apesar de sua pequena população e tamanho geográfico, o Líbano desempenha um papel influente na produção de informações no mundo árabe e está "no centro de uma rede de mídia regional com implicações globais".

### Culinária

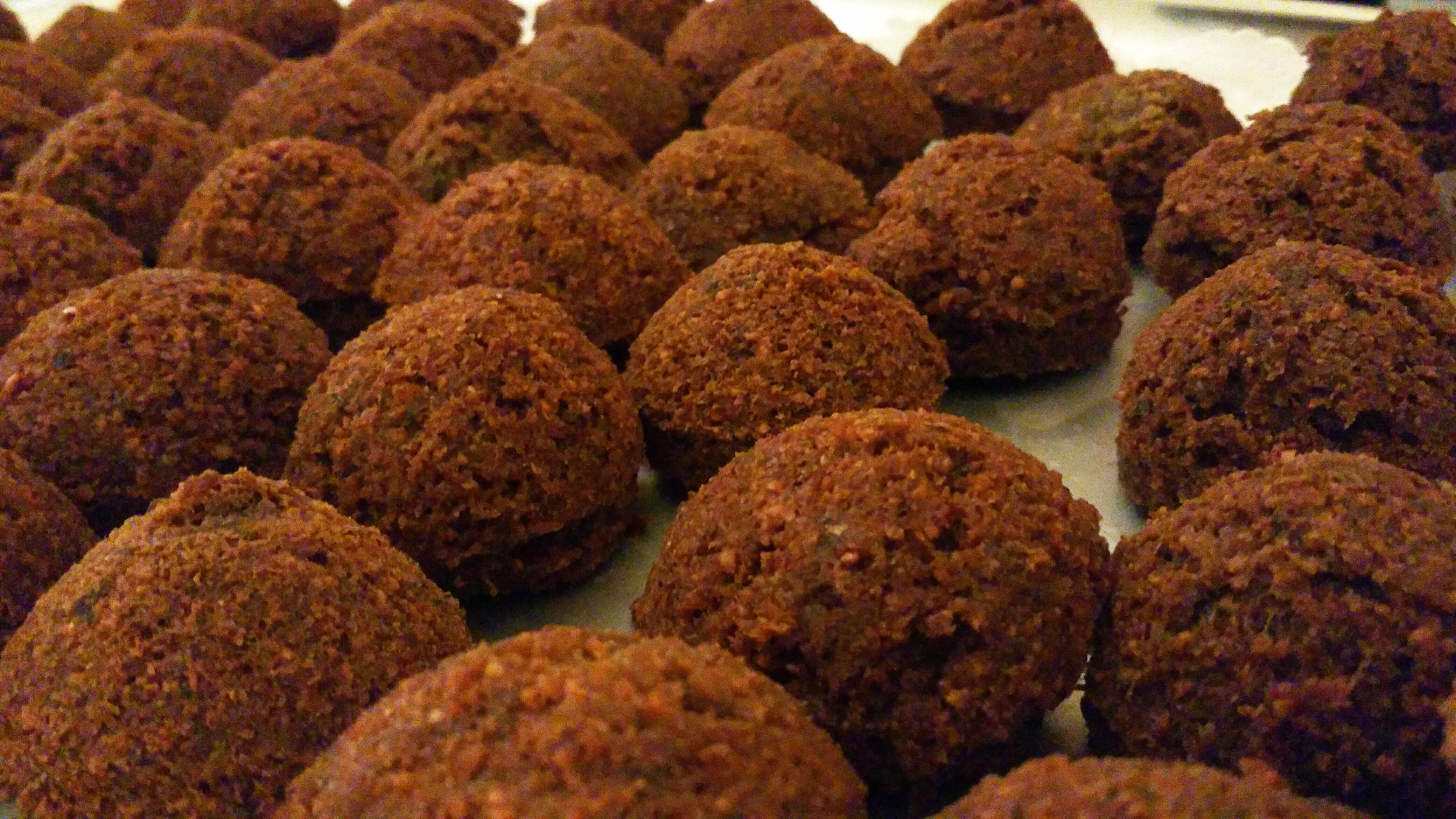
Faláfel, prato típico do Líbano

A culinária libanesa inclui uma abundância de grãos, frutas, vegetais, peixes frescos e frutos do mar. Aves são consumidas com mais frequência do que carne vermelha, e quando a carne vermelha é consumida, geralmente é carne de cordeiro e cabra. Também inclui grandes quantidades de alho e azeite, geralmente temperado com suco de limão. O grão de bico e a salsa também são alimentos básicos da dieta libanesa.
Pratos saborosos bem conhecidos incluem baba ghanoush, um molho feito de berinjela grelhada no carvão; faláfel, pequenas bolas fritas ou rissóis feitos de grão-de-bico muito condimentado, favas ou uma combinação dos dois; e shawarma, um sanduíche com carne marinada no espeto e cozida em grandes varas. Um componente importante de muitas refeições libanesas é o homus, um molho ou pasta feito de grão de bico misturado, tahine, suco de limão e alho, geralmente comido com pão ázimo.

### Esportes

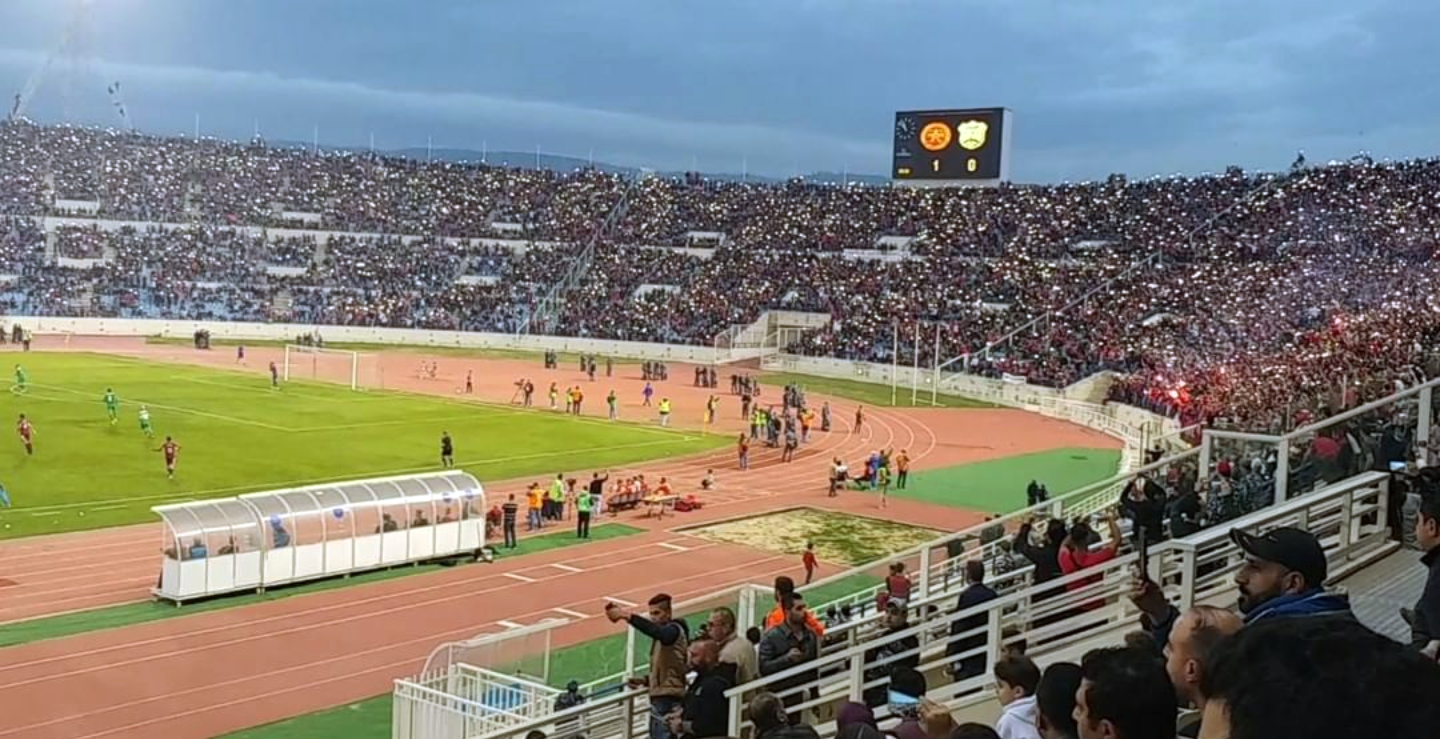
Estádio Camille Chamoun em Beirute

O Líbano possui seis estações de esqui. Devido à geografia única do Líbano, é possível esquiar pela manhã e nadar no Mar Mediterrâneo à tarde No nível competitivo, basquete e futebol estão entre os esportes mais populares do Líbano. Canoagem, ciclismo, rafting, escalada, natação, vela e espeleologia estão entre os outros esportes de lazer comuns. A Maratona de Beirute é realizada todo outono, atraindo os melhores corredores do Líbano e de outros países.
O futebol também está entre os esportes mais populares e participam do Campeonato Libanês de Futebol os clubes mais bem-sucedidos, como o Al-Ansar Sporting Club e o Nejmeh SC, com jogadores notáveis como Roda Antar e Youssef Mohamad, o primeiro árabe a ser capitão de uma equipe europeia. A Seleção Libanesa de Basquetebol Masculino se classificou para o Campeonato Mundial da Fiba três vezes consecutivas.
Os esportes aquáticos também se mostraram muito ativos nos últimos anos, no Líbano. Desde 2012 e com o surgimento da ONG Lebanon Water Festival, mais ênfase foi colocada nesses esportes, e o Líbano foi impulsionado como um destino de esportes aquáticos internacionalmente. Eles hospedam diferentes competições e esportes aquáticos que incentivam seus fãs a participar.
Nos últimos anos, o Líbano sediou a Copa da Ásia[carece de fontes?] e os Jogos Pan-Arábicos. O Líbano sediou o Jogos da Francofonia de 2009 de 27 de setembro a 6 de outubro, e participou de todos os Jogos Olímpicos desde sua independência, ganhando um total de quatro medalhas.